# Liste von Werken in der Philosophischen Bibliothek
Dies ist eine Liste von Werken in der Philosophischen Bibliothek (PhB). Die Philosophische Bibliothek ist eine 1868 von dem Juristen und Philosophen Julius Hermann von Kirchmann (1802–1884) begründete Buchreihe. Sie erscheint seit 1911 im Felix Meiner Verlag. Die Inhalte vieler älterer Bände der Reihe sind gemeinfrei.

## Liste

### Hinweise
Die Liste ist – neben anderen Quellen – nach dem Werk von Rainer A. Bast Die Philosophische Bibliothek (1993) sowie nach dem Gesamtverzeichnis des Felix Meiner Verlages (2024) zusammengestellt. Einige ältere Ausgaben, die teilweise in der Zeit vor dem Erscheinen beim Felix Meiner Verlag veröffentlicht wurden, sind ebenfalls genannt. Gelegentlich ergibt sich dadurch eine mehrmalige Nennung von Bandnummern.

### Band 1 bis 99
- 1: Aristoteles: Über die Dichtkunst. Neu übersetzt und mit Einleitung und einem erklärenden Namen- und Sachverzeichnis versehen von Alfred Gudeman. Felix Meiner Verlag, Leipzig 1920, Gutenberg Projekt.[1] (Siehe auch Band 19).
- 2: Aristoteles: Metaphysik. Erste Hälfte: Bücher I–VII. Übersetzt und erläutert von Eugen Rolfes.
- 3: Aristoteles: Metaphysik. Zweite Hälfte: Buch VIII–XIV. Übersetzt und erläutert von Eugen Rolfes. Felix Meiner Verlag, Leipzig 1928.
- 4: Aristoteles: De anima. Über die Seele. Neue Bandnummer 681.
- 5: Aristoteles: Nikomachische Ethik. Übersetzt von Eugen Rolfes und herausgegeben von Günther Bien. Felix Meiner Verlag, 4. durchgesehene und erweiterte Auflage Hamburg 1985.
- 6: Aristoteles: Kleine naturwissenschaftliche Schriften. (Parva naturalia). Übersetzt und mit einer Einleitung und erklärenden Anmerkungen versehen von Eugen Rolfes. Felix Meiner Verlag, Leipzig 1924.
- 7: Aristoteles: Politik. Übersetzt und mit erklärenden Anmerkungen und Registern versehen von Eugen Rolfes. Felix Meiner Verlag, Leipzig 1924 und Hamburg 1965. Neue Bandnummer 616.
- 8/9: Aristoteles: Kategorien. Lehre vom Satz (Peri hermenias) (Organon I/II). Vorangeht Porphyrius: "Einleitung in die Kategorien". Übersetzt, mit einer Einleitung und erklärenden Anmerkungen von Eugen Rolfes. Felix Meiner Verlag, Hamburg 1962, unveränderter Abdruck der Ausgabe von 1925.
- 10: Aristoteles: Lehre vom Schluss (des Organonen dritter Teil) oder Erste Analytik. Herausgegeben von Eugen Rolfes. Felix Meiner Verlag 1975.
- 11: Aristoteles: Lehre vom Beweis. Des Organon vierter Teil oder Zweite Analytik. Neu übersetzt und mit erklärenden Anmerkungen versehen von Eugen Rolfes. Einleitung Otfried Höffe. Felix Meiner Verlag, Hamburg 1990.
- 12: Aristoteles: Topik. (Organon V). Neu übersetzt und mit Anmerkungen versehen von Eugen Rolfes. Felix Meiner Verlag, Leipzig 1948.
- 13: Aristoteles: Sophistische Widerlegungen. Neu übersetzt und mit einer Einleitung und erklärenden Anmerkungen versehen von Eugen Rolfes. Felix Meiner Verlag, 2. Auflage Leipzig 1922.
- 14: Julius Hermann von Kirchmann: Erläuterungen zu den Kategorien und den Hermeneutiken des Aristoteles. Verlag der Dürr’schen Buchhandlung, Leipzig 1876.[2]
- 15: Julius Hermann von Kirchmann: Erläuterungen zu den ersten Analytiken des Aristoteles. Verlag der Dürr’schen Buchhandlung, Leipzig 1877.[3]
- 16: Julius Hermann von Kirchmann: Erläuterungen zu den zweiten Analytiken des Aristoteles. Erich Koschny Verlag, Leipzig 1878.[4] (Siehe auch Band 78).
- 17: Julius Hermann von Kirchmann: Erläuterungen zur Topik des Aristoteles. Verlag der Dürr´schen Buchhandlung, Leipzig 1883.[5]
- 18: Julius Hermann von Kirchmann: Erläuterungen zu Aristoteles' sophistischen Widerlegungen. Verlag der Dürr’schen Buchhandlung, Leipzig 1883.[6]
- 19: Aristoteles: Über die Dichtkunst. Ins Deutsche übersetzt und mit Erläuternden Anmerkungen und einem die Textkritik betreffenden Anhang versehen von Friedrich Ueberweg. Heimann Verlag, Leipzig 1869.[7] (Siehe auch Band 1).
- 20: Friedrich Überweg: Berkeley`s Abhandlung über die Prinzipien der menschlichen Erkenntnis. Verlag der Dürr’schen Buchhandlung, Leipzig 1906.
  - Neue Ausgabe: George Berkeley: Eine Abhandlung über die Prinzipien der menschlichen Erkenntnis. Nach der Übersetzung von Friedrich Überweg mit Einleitung, Anmerkungen und Registern neu herausgegeben von Alfred Klemmt. Felix Meiner Verlag, Hamburg 1957. (Siehe auch Band 532).
- 21: Giordano Bruno: Von der Ursache, dem Prinzip und dem Einen. Übersetzt von Adolf Lasson, mit einer Einleitung von Werner Beierwaltes, herausgegeben von Paul Richard Blum. Felix Meiner Verlag, 7. verbesserte Auflage Hamburg 1993, ISBN 978-3-7873-1147-7.
- 22: Marcus Tullius Cicero: Des Marcus Tullius Cicero fünf Bücher über das höchste Gut und Uebel. Übersetzt, erläutert und mit einer Lebensbeschreibung des Cicero versehen von Julius Hermann von Kirchmann. Verlag der Dürrschen Buchhandlung, Leipzig 1874, und Felix Meiner Verlag, Leipzig 1919.
- 23: Marcus Tullius Cicero: Des Marcus Tullius Cicero drei Bücher über die Natur der Götter. Übersetzt und erläutert von Julius Hermann von Kirchmann. Verlag der Dürr’schen Buchhandlung, Leipzig 1874.[8]
- 24: Marcus Tullius Cicero: Lehre der Akademie. Übersetzt und erläutert von Julius Hermann von Kirchmann. Verlag der Dürrschen Buchhandlung, Leipzig 1874.
- 25: René Descartes: Philosophische Werke. Erste Abteilung: Lebensbeschreibung, Abhandlung über die Methode. Übersetzt, erläutert und mit einer Lebensbeschreibung des Descartes versehen von Julius Hermann von Kirchmann. Verlag von L. Heimann, Berlin 1870.
- 25: Étienne Bonnot de Condillac: Abhandlung über die Empfindungen. Auf der Grundlage der Übersetzung von Eduard Johnson neu bearbeitet, mit Einleitung, Anmerkungen, Literaturhinweisen versehen und herausgegeben von Lothar Kreimendahl. Felix Meiner Verlag, Hamburg 1983, ISBN 978-3-787-30564-3.
- 26: René Descartes: Von der Methode des richtigen Vernunftgebrauchs und der wissenschaftlichen Forschung. Übersetzt von Lüder Gäbe. Felix Meiner Verlag, Hamburg 1960, ISBN 3-7873-0027-9, PDF-Datei Nachdruck 1978.[9]
- 27: René Descartes: Meditationen über die Grundlagen der Philosophie mit den sämtlichen Einwänden und Erwiderungen. Übersetzt und herausgegeben von Artur Buchenau, Felix Meiner Verlag, Leipzig 1915.
- 28: René Descartes: Die Prinzipien der Philosophie René Descartes. Mit Anhang: Bemerkungen René Descartes' über ein gewisses in den Niederlanden gegen Ende 1647 gedrucktes Programm. Mit 47 Figuren im Text. Übersetzt und erläutert von Artur Buchenau. Felix Meiner Verlag, Leipzig 4. Auflage 1922.
- 29:
- 30:
- 31: Hugo Grotius: Des Hugo Grotius drei Bücher über das Recht des Krieges und Friedens. Übersetzt und erläutert und mit einer Lebensbeschreibung versehen von Julius Hermann von Kirchmann. Verlag der Dürrschen Buchhandlung, Leipzig 1877.[10]
- 33: Georg Wilhelm Friedrich Hegel: Enzyklopädie der philosophischen Wissenschaften im Grundrisse (1830). Herausgegeben von Friedhelm Nicolin und Otto Pöggeler. Felix Meiner Verlag, Hamburg 8. Auflage 1991.
- 34:
- 35: David Hume: Eine Untersuchung über den menschlichen Verstand. Übersetzt von Raoul Richter. Felix Meiner Verlag, Leipzig 1928.
  - Neue Ausgabe: David Hume: Eine Untersuchung über den menschlichen Verstand. Übersetzt von Raoul Richter und mit einer Einleitung von Jens Kulenkampff. Felix Meiner Verlag, Hamburg 1993, ISBN 978-3-787-31155-2. (Siehe auch Band 648).
- 36: David Hume: Dialoge über natürliche Religion. Neu bearbeitet und herausgegeben von Günter Gawlick. Felix Meiner Verlag, Hamburg 1980, ISBN 978-3-787-30509-4. (Siehe auch Band 658).
- 37: Immanuel Kant: Kritik der reinen Vernunft. Neu herausgegeben von Theodor Valentiner, mit Sachregister. Felix Meiner Verlag, Leipzig 1919.
- 37a: Immanuel Kant: Kritik der reinen Vernunft. Nach der 1. und 2. Original-Ausgabe herausgegeben von Raymund Schmidt. Felix Meiner Verlag, Hamburg 1956.
- 37b: Heinrich Ratke: Systematisches Handlexikon zu Kants Kritik der reinen Vernunft. Felix Meiner Verlag, Leipzig 1929.
  - Nachdruck: Heinrich Ratke: Systematisches Handlexikon zu Kants Kritik der reinen Vernunft. Felix Meiner Verlag, Hamburg 1972, ISBN 978-3-7873-0286-4.
- 38: Immanuel Kant: Kritik der praktischen Vernunft. Herausgegeben von Karl Vorländer. Felix Meiner Verlag, 9. Auflage Leipzig 1929.
- 39: Aristoteles: Metaphysik. Zweiter Band. Herausgegeben von Julius Hermann von Kirchmann. Verlag von L. Heimann, Berlin 1871.
- 39a: Immanuel Kant: Kritik der Urteilskraft. Herausgegeben von Karl Vorländer. Verlag Felix Meiner Verlag, Hamburg 1963.
- 40: Immanuel Kant: Prolegomena zu einer jeden künftigen Metaphysik, die als Wissenschaft wird auftreten können. Herausgegeben von Karl Vorländer. Verlag Felix Meiner, 5. Auflage Leipzig 1913.
- 41: Immanuel Kant: Grundlegung zur Metaphysik der Sitten. Herausgegeben von Karl Vorländer. Verlag Felix Meiner, 4. Auflage Leipzig 1917.
- 42: Immanuel Kant: Metaphysik der Sitten. Herausgegeben und erläutert von Julius Hermann von Kirchmann. Verlag der Dürrschen Buchhandlung, Leipzig 1870.
  - Neuausgabe: Immanuel Kant: Metaphysik der Sitten. Herausgegeben von Karl Vorländer. Verlag Felix Meiner, Hamburg 1954.
- 43:
- 44: Immanuel Kant: Anthropologie in pragmatischer Hinsicht. Herausgegeben von Karl Vorländer. Mit einer Einleitung von Joachim Kopper und einem Anhang von Rudolf Malter. Felix Meiner Verlag, Hamburg 1980. (Siehe auch Band 490).
- 45: Immanuel Kant: Die Religion innerhalb der Grenzen der bloßen Vernunft. Herausgegeben von Karl Vorländer. Mit einer Einleitung von Hermann Noack und einer Bibliografie von Heiner Klemme. Felix Meiner Verlag, Hamburg 1990, ISBN 978-3-7873-0945-0.
- 46:
- 47: Immanuel Kant: Kleinere Schriften zur Logik und Metaphysik. Herausgegeben von Karl Vorländer. Felix Meiner Verlag, Leipzig 1913.
  - Nachdruck: Immanuel Kant: Kleinere Schriften zur Logik und Metaphysik. Herausgegeben von Karl Vorländer. Felix Meiner Verlag, Hamburg o. J., ISBN 978-3-7873-0109-6.
- 48:
- 49:
- 50:
- 51: John Locke: Versuch über den menschlichen Verstand 2. Band. Verlag L. Heimann, Berlin 1873. (Siehe auch Band 76).
- 52a,b: Immanuel Kant: Briefwechsel. Auswahl und Anmerkungen von Otto Schöndörffer, bearbeitet von Rudolf Malter. Mit einer Einleitung von Rudolf Malter und Joachim Kopper. Felix Meiner Verlag, Hamburg 2014, ISBN 978-3-7873-0633-6.
- 53: Diogenes Laertius: Leben und Meinungen berühmter Philosophen. Erster Band. Buch I–VI. Übersetzt und erläutert von Otto Apelt. Verlag von Felix Meiner, Leipzig 1921. Text Online.[11]
  - Zweite, umfassend bearbeitete Auflage: Diogenes Laertius: Leben und Meinungen berühmter Philosophen. Erster Band. Buch I–VI. Übersetzt von Otto Apelt. Neu herausgegeben unter Mitarbeit von Hans Günter Zekl sowie mit Vorwort, Einleitung und neuen Anmerkungen zu Text und Übersetzung versehen von Klaus Reich. Felix Meiner Verlag, Hamburg 1967.
- 54: Diogenes Laertius: Leben und Meinungen berühmter Philosophen. Zweiter Band. Buch VII–X. Übersetzt und erläutert von Otto Apelt. Verlag von Felix Meiner, Leipzig 1921. Text Online.[12]
  - Zweite, umfassend bearbeitete Auflage: Diogenes Laertius: Leben und Meinungen berühmter Philosophen. Zweiter Band. Buch VII–X. Übersetzt von Otto Apelt. Neu herausgegeben unter Mitarbeit von Hans Günter Zekl sowie mit Vorwort, Einleitung und neuen Anmerkungen zu Text und Übersetzung versehen von Klaus Reich. Felix Meiner Verlag, Hamburg 1967.
- 55: Julius Hermann von Kirchmann: Erläuterungen zu Kant's Prolegomenen zu einer jeden künftigen Metaphysik, die als Wissenschaft wird auftreten können. L. Heimann´s Verlag (Erich Koschny), Berlin 1873. Text online.[13] (Siehe auch Band 540).
- 55: Julius Hermann von Kirchmann: Erläuterungen zu Kants Kritik der Urtheilskraft. Verlag der Dürr’schen Buchhandlung, Leipzig 1882. Text Online.[14]
- 55: Franz Brentano: Vom Ursprung sittlicher Erkenntnis. Mit Einleitung und Anmerkungen herausgegeben von Oskar Kraus. Felix Meiner Verlag, Hamburg 1969, ISBN 978-3-7873-0018-1.[Anm. 1]
- 56: Julius Hermann von Kirchmann: Erläuterungen zu Kants Anthropologie in pragmatischer Hinsicht. Verlag der Dürr’schen Buchhandlung, Leipzig 1883. Text Online.[15]
- 57: Julius Hermann von Kirchmann: Erläuterungen zu Kants Religion innerhalb der Grenzen der blossen Vernunft. Verlag der Dürr’schen Buchhandlung, Zweite Auflage Leipzig 1900. Text Online PDF-Datei.[16]
- 58: Julius Hermann von Kirchmann: Erläuterungen zu Kants Prolegomena zu einer jeden Künftigen Metaphysik, die als Wissenschaft wird auftreten können. Verlag der Dürr’schen Buchhandlung, Leipzig 1873.
- 61: Julius Hermann von Kirchmann: Erläuterungen zu Immanuel Kant's kleineren Schriften über Logik und Metaphysik. Verlag der Dürr’schen Buchhandlung, Leipzig 1873.
- 62: Julius Hermann von Kirchmann: Erläuterungen zu Kant's kleineren Schriften zur Ethik und Religionsphilosophie. Leipzig 1875.
- 63: Julius Hermann von Kirchmann: Erläuterungen zu Kant's Schriften zur Naturphilosophie, 1877
- 64: Julius Hermann von Kirchmann: Erläuterungen zu Kant's vermischten Schriften und Briefwechsel, 1878
- 65a: Georg Lasson: Einführung in Hegels Religionsphilosophie. Leipzig : F. Meiner 1930
- 66: Julius Hermann von Kirchmann: Die Grundbegriffe des Rechts und der Moral als Einleitung in das Studium rechtsphilosophischer Werke, Leipzig: Dürr 1873
- 67: Friedrich Kirchner: Wörterbuch der Philosophischen Grundbegriffe. Vierte neubearbeitete Auflage von Carl Michaelis. Leipzig Verlag der Dürr’schen Buchhandlung, 1903
- 68: De la Mettrie: Der Mensch eine Maschine. Leipzig, Verlag der Dürr’schen Buchhandlung, 1909
- 69: Gottfried Wilhelm Leibniz: Abhandlungen über den menschlichen Verstand, Hrsg. Ernst Cassirer, Meiner 1926
- 71: Gottfried Wilhelm Leibniz: Die Theodizee Gottfried Wilhelm Leibniz. Übers. von Artur Buchenau, Meiner 1968
- 72: Julius Hermann von Kirchmann: Erläuterungen zur Theodicee von G. W. von Leibnitz, 1879
- 72a/b/c: Eduard von Hartmann: Kategorienlehre. Die Kategorien der Sinnlichkeit. Die Kategorien des reflektierenden Denkens. Die Kategorien des spekulativen Denkens. Herausgegeben von Fritz Kern. Meiner 2016.
- 73: Lucius Annaeus Seneca: Philosophische Schriften 1 : Dialoge Der Dialoge erster Teil : Buch I-VI Lucius Annaeus Seneca. Übers., mit Einl. und Anm. vers. von Otto Apelt, Meiner 1993
- 74: Lucius Annaeus Seneca: Philosophische Schriften 2 : Dialoge Der Dialoge zweiter Teil : Buch VII-XII Lucius Annaeus Seneca. Übers., mit Einl. und Anm. vers. von Otto Apelt, Meiner 1993
- 74: Julius Hermann von Kirchmann: Erläuterungen zu Leibnitz' kleineren philosophisch wichtigeren Schriften, 1879
- 74: Gottfried Wilhelm Leibniz: Die kleineren philosophisch wichtigeren Schriften, Leipzig: Dürr 1879
- 75: John Locke: Versuch über den menschlichen Verstand. Band I. 1. Buch. Weder Prinzipien noch Ideen sind angeboren. 2. Buch. Über die Ideen. Herausgegeben von Reinhard Brandt. Meiner 2006.
- 76: John Locke: Versuch über den menschlichen Verstand. Band II. Buch III und VI. Mit einer Bibliographie von Reinhard Brandt. Felix Meiner Verlag, Hamburg 1988, ISBN 978-3-7873-0931-3. (Siehe auch Band 51).
- 78: Julius Hermann von Kirchmann: Erläuterungen zu John Locke's Versuch über den menschlichen Verstand, Leipzig: Dürr 1874
- 79: John Locke: Locke's Leitung des Verstandes, Hrsg. Jürgen Bona Meyer, 1883
- 80: Platon: Der Staat. Über das Gerechte. Herausgegeben von Otto Apelt und Karl Bormann. Meiner 2016.
- 83: Platon: Platons Dialog Parmenides, Hrsg. J. H. von Kirchmann 1882
- 84: Friedrich Schleiermacher: Monologen. Nebst den Vorarbeiten. Herausgegeben von Friedrich M. Schiele. Erweitert und durchgesehen von Hermann Mulert. Meiner 1978.
- 86/87: Johannes Scotus Eriugena: Über die Einteilung der Natur. Herausgegeben von Ludwig Noack. Meiner 1994.
- 89: Sextus Empiricus: Des Sextus Empiricus Pyrrhoneische Grundzüge, Herausgeber Eugen Pappenheim, 1877
- 90: Eugen Pappenheim: Erläuterungen zu des Sextus Empiricus Pyrrhoneischen Grundzügen, Leipzig: Dürr 1881
- 91: Baruch de Spinoza: Sämtliche Werke, Bd. 1. Kurzer Traktat über Gott, den Menschen und dessen Glück. Herausgegeben von Wolfgang Bartuschat. Meiner 1991, 2014.
- 92: Baruch de Spinoza: Sämtliche Werke, Bd. 2. Ethik in geometrischer Ordnung dargestellt. Ethica Ordine Geometrico demonstrata et in quinque Partes distincta. Lateinisch-Deutsch. Herausgegeben von Wolfgang Bartuschat. Meiner 1999, 2010, 2015. (ersetzte die ältere Ausgabe von 1989, Übers., Anm. u. Reg. von Otto Baensch)
- 93: Baruch de Spinoza: Sämtliche Werke, Bd. 3. Theologisch-politischer Traktat. Herausgegeben von Wolfgang Bartuschat. Meiner 1984, 2012.
- 94: Friedrich Kirchner: Wörterbuch der philosophischen Grundbegriffe. Zweite Auflage. Georg Weiss, Verlag, Heidelberg 1890 (Digitalisat)
- 94: Baruch de Spinoza: Sämtliche Werke, Bd. 4.: Descartes' Prinzipien der Philosophie in geometrischer Weise dargestellt. Herausgegeben von Wolfgang Bartuschat. Meiner 1987, 2005.
- 95a: Baruch de Spinoza: Sämtliche Werke, Bd. 5a.: Abhandlung über die Verbesserung des Verstandes. Herausgegeben von Wolfgang Bartuschat. Meiner 1991, 2003 (ältere Ausgabe 1977).
- 95b: Baruch de Spinoza: Sämtliche Werke, Bd. 5b: Politischer Traktat. Herausgegeben von Wolfgang Bartuschat. Meiner 1994, 2010.
- 96a: Baruch de Spinoza: Briefwechsel, Hrsg. Manfred Walther, Meiner 1986
- 96b: Baruch de Spinoza: Sämtliche Werke, Bd. 7.: Lebensbeschreibungen und Dokumente. Herausgegeben von Manfred Walther. Meiner 1998.
- 97: Hugo Grotius: Von der Freiheit des Meeres. Herausgegeben von Richard Boschan. Meiner 2017.
- 98:
- 99:

### Band 100 bis 199
- 100: Thomas von Aquin: Die Philosophie des Thomas von Aquin in Auszügen aus seinen Schriften hrsg. und mit erklärenden Anm. vers. von Eugen Rolfes, Meiner 1977
- 101
- 102: George Berkeley: Berkeley's drei Dialoge zwischen Hylas und Philonous, Hrsg. Raoul Richter, Meiner 1991
- 103:
- 104: Friedrich Wilhelm Joseph Schelling: Schellings Münchener Vorlesungen, Hrsg. Arthur Drews, 1901
- 105:
- 106: Karl Vorländer: Philosophie der Neuzeit. Geschichte der Philosophie. II. Band. Verlag der Dürr´schen Buchhandlung, Leipzig 1908.
- 107: Gottfried Wilhelm Leibniz: Hauptschriften zur Grundlegung der Philosophie I. Übersetzt von A. Buchenau. Durchgesehen, mit Einleitungen und Erläuterungen und herausgegeben von Ernst Cassirer.
- 108: Gottfried Wilhelm Leibniz: Hauptschriften zur Grundlegung der Philosophie II. Übersetzt von A. Buchenau. Durchgesehen, mit Einleitungen und Erläuterungen und herausgegeben von Ernst Cassirer.
- 109:
- 110:
- 111: Anthony Ashley Cooper, Earl of Shaftesbury: Ein Brief über den Enthusiasmus. Die Moralisten. Herausgegeben von Wolfgang Schrader. 2014.
- 124a: Georg Wilhelm Friedrich Hegel: Grundlinien der Philosophie des Rechts mit Hegels eigenhändigen Randbemerkungen in seinem Handexemplar der Rechtsphilosophie Georg Wilhelm Friedrich Hegel. Hrsg. von Johannes Hoffmeister, Meiner 1967
- 125: Damaskios: Das Leben des Philosophen Isidoros. Herausgegeben von Rudolf Asmus. Meiner 2016.
- 126: Karl Vorländer: Immanuel Kants Leben. Herausgegeben von Rudolf Malter. Meiner 2016.
- 154: Marsilius Ficinus: Über die Liebe oder Platos Gastmahl, Übersetzer Karl Paul Hasse, Meiner 1914
- 158: Thomas Hobbes: Vom Menschen\Vom Bürger (De cive). Eingel. u. hrsg. v. Günter Gawlick, Meiner 1966, 1978
- 171a: Georg Wilhelm Friedrich Hegel: Vorlesungen über die Philosophie der Weltgeschichte. Band I: Die Vernunft in der Geschichte. Herausgegeben von Johannes Hoffmeister. Meiner 1968, 1994, 2013.
- 171bcd: Georg Wilhelm Friedrich Hegel: Vorlesungen über die Philosophie der Weltgeschichte. Band II-IV (in einem Band): Die orientalische Welt; Die griechische und die römische Welt; Die germanische Welt. Herausgegeben von Georg Lasson. Meiner 2013.
- 184abc: Maimonides: Führer der Unschlüssigen. Buch 1-3. Herausgegeben von Johann Maier und Adolf Weiss. 1995. Digitalisat
- Lucius Annaeus Seneca: Philosophische Schriften 3 : Dialoge Briefe an Lucilius : erster Teil: Brief 1-81 Lucius Annaeus Seneca. Übers., mit Einl. und Anm. vers. von Otto Apelt, Meiner 1993
- 190: Lucius Annaeus Seneca: Philosophische Schriften 4 : Dialoge Briefe an Lucilius : zweiter Teil: Brief 82 - 124 Lucius Annaeus Seneca. Übers., mit Einl. und Anm. vers. von Otto Apelt, Meiner 1993
- 191: Thomas von Aquin: Fünf Fragen über die intellektuelle Erkenntnis. Quaestio 84-88 des 1. Teils der Summa de theologia. Übers. Eugen Rolfes. Meiner, 1977, 1986, 2013.
- 192: Franz Brentano: Psychologie vom empirischen Standpunkt (Band I). Herausgegeben von Kraus, Oskar. Meiner 2013.
- 193: Franz Brentano: Psychologie vom empirischen Standpunkt (Band II). Von der Klassifikation der psychischen Phänomene. Mit neuen Abhandlungen aus dem Nachlass. Herausgegeben von Oskar Kraus. Meiner 2013.
- 194: Franz Brentano: Versuch über die Erkenntnis. Herausgegeben von Alfred Kastil. Meiner 2015.
- 195: Franz Brentano: Die vier Phasen der Philosophie und ihr augenblicklicher Stand. Nebst Abhandlungen über Plotinus, Thomas von Aquin, Kant, Schopenhauer und Auguste Comte. Herausgegeben von Oskar Kraus und Franziska Mayer-Hillebrand. Meiner 2015.
- 196:
- 197:
- 198:
- 199:

### Band 200 bis 299
- 200:
- 201: Franz Brentano: Wahrheit und Evidenz. Erkenntnistheoretische Abhandlungen und Briefe. Herausgegeben von Oskar Kraus. Meiner 2013.
- 202:
- 203: Franz Brentano: Kategorienlehre. Herausgegeben von Alfred Kastil. Meiner 2013.
- 204:
- 205:
- 206:
- 207: Franz Brentano: Psychologie vom empirischen Standpunkt (Band III). Vom sinnlichen und noetischen Bewusstsein. Äussere und innere Wahrnehmung, Begriffe. Herausgegeben von Oskar Kraus. Meiner 1968, 2013.
- 208:
- 209: Franz Brentano: Über die Zukunft der Philosophie. Nebst den Vorträgen „Über die Gründe der Entmutigung auf philosophischem Gebiet“ und „Über Schellings System“ sowie den „Fünfundzwanzig Habilitationsthesen“. Herausgegeben von Oskar Kraus. Meiner 2013.
- 210: Franz Brentano: Vom Dasein Gottes. Herausgegeben von Alfred Kastil. Meiner 1980, 2013.
- 211-215 und 276 Plotins Schriften in zwölf Bänden. Die Schriften 1-54 der chronologischen Reihenfolge (Text- und Anmerkungsbände) sowie Anhang und Indices. Herausgegeben von Richard Harder. Meiner 2004.
- 211a,b: Plotins Schriften. Band I (Textband und Anmerkungsband). Die Schriften 1-21 der chronologischen Reihenfolge. Herausgegeben von Richard Harder. Meiner 1956
- 212a,b: Plotins Schriften. Band II (Textband und Anmerkungsband). Die Schriften 22-29 der chronologischen Reihenfolge. Herausgegeben von Richard Harder. Meiner 1962.
- 213a,b: Plotins Schriften. Band III (Textband und Anmerkungsband). Die Schriften 30-38 der chronologischen Reihenfolge. Herausgegeben von Richard Harder. Meiner 1964.
- 214a,b: Plotins Schriften. Band IV (Textband und Anmerkungsband). Die Schriften 39-45 der chronologischen Reihenfolge. Herausgegeben von Richard Harder. Meiner 1967.
- 215a,b: Plotins Schriften. Band V (Textband und Anmerkungsband). Die Schriften 46-54 der chronologischen Reihenfolge. Herausgegeben von Richard Harder. Meiner 1960.
- 215c: Plotins Schriften. Band Vc. Anhang: Porphyrios, Über Plotins Leben und über die Ordnung seiner Schriften. Herausgegeben von Richard Harder. Meiner 1958.
- 216:
- 217:
- 218: Nikolaus von Kues: Drei Schriften vom verborgenen Gott. De deo abscondito - de quaerendo deum - de filiatione dei. Herausgegeben von E. Bohnenstaedt. Meiner 2014.
- 219:
- 220:
- 221:
- 222:
- 223:
- 224: Johann Gottlieb Fichte: Grundriß des Eigentümlichen der Wissenschaftslehre in Rücksicht auf das theoretische Vermögen als Handschrift für seine Zuhörer (1795). Herausgegeben von Wilhelm G. Jacobs. Meiner 1975.
- 225:
- 226:
- 227:
- 228:
- 229:
- 230:
- 231: Nikolaus von Kues: Die mathematischen Schriften. Übers. Josepha Hofmann. Einführung und Anmerkungen Joseph Ehrenfried Hofmann. Meiner 1979, 2014.
- 232 Nikolaus von Kues: Vom Nichtanderen. (Heft 12 der lateinisch-deutschen Parallelausgabe). Herausgegeben von Paul Wilpert. Meiner 1987, 2013.
- 233 Nikolaus von Kues: Vom Globusspiel = De ludo globi Nikolaus von Kues. Übers. u. mit Einf. u. Anm. vers. von Gerda von Bredow, Meiner 1978
- 234 Johann Gottlieb Fichte: Die Anweisung zum seligen Leben, oder auch die Religionslehre Johann Gottlieb Fichte. Hrsg. von Hansjürgen Verweyen, Meiner 2001
- 235 Georg Wilhelm Friedrich Hegel: Briefe von und an Hegel. Band 1. 1785–1812. Herausgegeben von Johannes Hoffmeister. Meiner 1969.
- 236 Georg Wilhelm Friedrich Hegel: Briefe von und an Hegel. Band 2. 1813–1822. Herausgegeben von Johannes Hoffmeister. Meiner 1969.
- 237 Georg Wilhelm Friedrich Hegel: Briefe von und an Hegel. Band 3. 1823–1831. Herausgegeben von Johannes Hoffmeister. Meiner 1969.
- 238a Georg Wilhelm Friedrich Hegel: Briefe von und an Hegel. Band 4, Teil 1. Dokumente und Materialien zur Biographie. Herausgegeben von Friedhelm Nicolin. Meiner 1977.
- 238b Georg Wilhelm Friedrich Hegel: Briefe von und an Hegel. Band 4, Teil 2. Nachträge zum Briefwechsel, Register mit biographischem Kommentar, Zeittafel. Herausgegeben von Friedhelm Nicolin. Meiner 1981.
- 239 Johann Gottlieb Fichte: Versuch einer neuen Darstellung der Wissenschaftslehre (1797/1798). Vorerinnerung. Erste und Zweite Einleitung. Erstes Kapitel. Herausgegeben von Peter Baumanns. Meiner 1984, 2014.
- 240 Georg Wilhelm Friedrich Hegel: Berliner Schriften 1818-1831. Hrsg. von Johannes Hoffmeister. Hegel / Sämtliche Werke. Neue kritische Ausgabe; Band XI. 1956
- 243 Jean-Jacques Rousseau: Schriften zur Kulturkritik. Über Kunst und Wissenschaft (1750). Über den Ursprung der Ungleichheit unter den Menschen (1755). Herausgegeben von Kurt Weigand. Meiner 1971, 1983, 1995, 2017.
- 245 Hegel in Berichten seiner Zeitgenossen. Herausgegeben von Friedhelm Nicolin. Meiner 1970, 2013.
- 246 Johann Gottlieb Fichte: Grundlage der gesamten Wissenschaftslehre als Handschrift für seine Zuhörer (1794). Herausgegeben von Wilhelm G. Jacobs. Meiner 1997.
- 247 Johann Gottlieb Fichte: Die Grundzüge des gegenwärtigen Zeitalters (1806). Meiner 1978, 2013.
- 248 Johann Gottfried von Herder: Sprachphilosophische Schriften. Aus dem Gesamtwerk ausgew., mit einer Einl., Anm. und Registern vers. von Erich Heintel, Meiner 1975
- 250a René Descartes: Meditationen über die Grundlagen der Philosophie Lateinisch-Deutsch = Meditationes de prima philosophia René Descartes. Auf Grund der Ausg. von Artur Buchenau neu hrsg. von Lüder Gäbe. Durchges. von Hans Günter Zekl, Meiner 1992
- 251 Immanuel Kant: De mundi sensibilis atque intelligibilis forma et principiis / Über die Form und die Prinzipien der Sinnen- und Geisteswelt. Herausgegeben von Klaus Reich. Meiner 2017.
- 253 Gottfried Wilhelm Leibniz: Vernunftprinzipien der Natur und der Gnade, Herausgeber Herbert Herring, Meiner 1982
- 255 Friedrich Schleiermacher: Über die Religion Reden an die Gebildeten unter ihren Verächtern, Meiner 1970
- 256 Johann Gottlieb Fichte: Grundlage des Naturrechts nach Prinzipien der Wissenschaftslehre (1796). Herausgegeben von Manfred Zahn. Meiner 2013.
- 257 Johann Gottlieb Fichte: Das System der Sittenlehre nach den Prinzipien der Wissenschaftslehre (1798), Meiner 1969
- 258 Johann Nikolaus Tetens: Sprachphilosophische Versuche. Herausgegeben von Heinrich Pfannkuch. Meiner 2014.
- 259 Bernard Bolzano: Grundlegung der Logik. Wissenschaftslehre I/II. Herausgegeben von Friedrich Kambartel. Meiner 2014.
- 260 Gottfried Wilhelm Leibniz: Metaphysische Abhandlung = Discours de métaphysique Gottfr. Wilh. Leibniz. übers. und mit Vorw. und Anm. hrsg. von Herbert Herring, Meiner 1991
- 261 René Descartes: Von der Methode des richtigen Vernunftgebrauchs und der wissenschaftlichen Forschung französisch-deutsch René Descartes. Übers. und hrsg. von Lüder Gäbe. Durchges., mit neuem Reg. und einer Bibliogr. vers. von George Heffernan, Meiner 1997
- 262a René Descartes: Regeln zur Ausrichtung der Erkenntniskraft, Kritisch rev., übers. und hrsg. von Heinrich Springmeyer, Meiner 1993
- 262 b René Descartes: Regeln zur Ausrichtung der Erkenntniskraft, Kritisch rev., übers. und hrsg. von Lüder Gäbe, Meiner 1973, 1979
- 264 a–c Nikolaus von Kues. Die belehrte Unwissenheit, übers. und mit Einl., Anm. und Reg. hrsg. von Hans Gerhard Senger (Heft 15a-c der lateinisch-deutschen Parallelausgabe), Meiner 1970, 1977, 1979, 1994, 1999., 2013 (Buch 2 zuerst Hrsg. Paul Wilpert 1967)
- 265 Platon: Der Sophist. Platon. Der Sophist. Herausgegeben von Reiner Wiehl. Meiner 1985.
- 267 Nikolaus von Kues: Kompendium. Kurze Darstellung der philosophisch-theologischen Lehren (Heft 16 der lateinisch-deutschen Parallelausgabe). Herausgegeben von Karl Bormann und Bruno Decker. Meiner 1970, 1996.
- 268 Nikolaus von Kues: Mutmaßungen. (Heft 17 der lateinisch-deutschen Parallelausgabe). Herausgegeben von Winfried Happ und Josef Koch. Meiner 1971, 1988, 2002.
- 269 Platon: Euthyphron. Herausgegeben von Klaus Reich. Meiner 1968.
- 270 Platon: Laches. Herausgegeben von Rudolf Schrastetter. Meiner 1970.
- 271 René Descartes: Meditationen über die Grundlagen der Philosophie René Descartes. Auf Grund der Ausg. von Artur Buchenau neu hrsg. von Lüder Gäbe. Durchges. von Hans Günter Zekl, Meiner 1993
- 272 Nicolas Malebranche: Von der Erforschung der Wahrheit. Drittes Buch. Herausgegeben von Alfred Klemmt. Meiner 1968, 2013.
- 273 Marcus Tullius Cicero: Gedanken über Tod und Unsterblichkeit. Somnium Scipionis / Tusculanae disputationes I / Cato Maior. Meiner 2015.
- 275 Friedrich Wilhelm Joseph Schelling: Vorlesungen über die Methode (Lehrart) des akademischen Studiums. Herausgegeben von Walter E. Ehrhardt. Meiner 1974, 1990.
- 276 Plotins Schriften. Band VI (Indices). Verbunden mit einem Überblick über Plotins Philosophie und Lehrweise. Herausgegeben von Richard Harder unter Mitarbeit von Gerard O’Daly. Meiner 1971.
- 277 Gottlob Frege: Schriften zur Logik und Sprachphilosophie. Herausgegeben von Gottfried Gabriel. Meiner 1971, 1990, 2001, 2016.
- 278 Platon: Menon. Platon. Menon. Herausgegeben von Klaus Reich. Meiner 1993, 2013.
- 279 Platon: Parmenides. Griechisch - Deutsch. Übers. und Hrsg. Hans Günter Zekl. Meiner 1972, 2014.
- 280 Edmund Husserl: Erfahrung und Urteil. Untersuchungen zur Genealogie der Logik. Herausgegeben von Ludwig Landgrebe. Nachwort Lothar Eley. Meiner 1985, 2014.
- 281 Charles Sanders Peirce: Vorlesungen über Pragmatismus englisch - deutsch. Mit Einl. und Anm. hrsg. von Elisabeth Walther, Meiner 1973
- 282 Johann Gottlieb Fichte: Beitrag zur Berichtigung der Urteile des Publikums über die französische Revolution. Beigefügt die Rezension von Friedrich von Gentz (1794). Herausgegeben von Richard Schottky. Meiner 1973, 2013.
- 284 Johann Gottlieb Fichte: Die Wissenschaftslehre. Zweiter Vortrag im Jahre 1804. Herausgegeben von Reinhard Lauth, Peter K. Schneider und Joachim Widmann. Meiner 1986.
- 285 Nikolaus von Kues: Dreiergespräch über das Können-Ist. (Heft 9 der lateinisch-deutschen Parallelausgabe). Herausgegeben von Renate Steiger. Meiner 1991, 2013.
- 286 Immanuel Kant: Träume eines Geistersehers / Der Unterschied der Gegenden im Raume. Herausgegeben von Klaus Reich. Meiner 1975, 2013.
- 287 Emil Du Bois-Reymond: Vorträge über Philosophie und Gesellschaft. Herausgegeben von Siegfried Wollgast. Meiner 1974, 2015.
- 288 Leonard Nelson: Vom Selbstvertrauen der Vernunft. Schriften zur kritischen Philosophie und ihrer Ethik. Herausgegeben von Grete Henry-Hermann. Meiner 2015.
- 289 John Locke: Ein Brief über Toleranz. Englisch-Deutsch. Übersetzt und herausgegeben von Julius Ebbinghaus. Meiner 1996.
- 290 Edmund Husserl: V. (Fünfte) Logische Untersuchung. Über intentionale Erlebnisse und ihre »Inhalte«. Herausgegeben von Elisabeth Ströker.Meiner 1988, 2015.
- 291 Edmund Husserl: Cartesianische Meditationen eine Einleitung in die Phänomenologie Edmund Husserl. Hrsg., eingel. und mit Reg. vers. von Elisabeth Ströker, Meiner 1987
- 292 Edmund Husserl: Die Krisis der europäischen Wissenschaften und die transzendentale Phänomenologie, eine Einleitung in die phänomenologische Philosophie, Hrsg., eingeleitet und mit Reg. vers. von Elisabeth Ströker, Meiner 1982, 1996
- 293 Franz Brentano: Philosophische Untersuchungen zu Raum, Zeit und Kontinuum. Herausgegeben von Stephan Körner, Alfred Kastil und Roderick M. Chisholm. Meiner 1976, 2013.
- 294a Francisco Suarez: Über die Individualität und das Individuationsprinzip I. Fünfte metaphysische Disputation (Text und Übersetzung). Herausgegeben von Rainer Specht. Meiner 1976, 2013.
- 294b Francisco Suarez: Über die Individualität und das Individuationsprinzip II. Anmerkungen. Fünfte methaphysische Disputation. Herausgegeben von Rainer Specht. Meiner 1976, 2013.
- 295 Nikolaus von Kues: Über den Beryll. (Heft 2 der lateinisch-deutschen Parallelausgabe). Herausgegeben von Karl Bormann. Meiner 1987, 2002.
- 296 Maine de Biran: Tagebuch. Herausgegeben von Otto Weith und Gerhard Funke. Meiner 1977.
- 297 William James: Der Pragmatismus ein neuer Name für alte Denkmethoden William James. Übers. von Wilhelm Jerusalem. Mit einer Einl. hrsg. von Klaus Oehler, Meiner, 1994
- 298 Immanuel Kant: Geographische und andere naturwissenschaftliche Schriften. Kant, Immanuel. Geographische und andere naturwissenschaftliche Schriften. Herausgegeben von Jürgen Zehbe. Meiner 2014.
- 299 Karl Leonhard Reinhold: Über das Fundament des philosophischen Wissens (1791). Über die Möglichkeit der Philosophie als strenge Wissenschaft (1790). Meiner 1978, 2014.

### Band 300 bis 399
- 300 Nicolaus Copernicus: Das neue Weltbild. Drei Texte. Commentariolus, Brief gegen Werner, De revolutionibus. Herausgegeben von Hans Günter Zekl. Meiner 1990, 2017.
- 302 Johann Gottlieb Fichte: Darstellung der Wissenschaftslehre (1801/1802). Herausgegeben von Reinhard Lauth und Peter K. Schneider. Meiner 1977, 1997.
- 303 Franz Brentano: Aristoteles und seine Weltanschauung. Herausgegeben von Roderick M. Chisholm. Meiner 1977, 2013.
- 304 Franz Brentano: Aristoteles Lehre vom Ursprung des menschlichen Geistes. Herausgegeben von Rolf George. Meiner 1980, 2014.
- 305 Arthur Schopenhauer: Preisschrift über die Freiheit des Willens. Herausgegeben von Hans Ebeling. Meiner 1978, 2014.
- 306 Arthur Schopenhauer: Preisschrift über die Grundlage der Moral Arthur Schopenhauer. Mit einer Einleitung, Bibliographie u. Registern hrsg. von Hans Ebeling, Meiner 1979
- 307 Aristoteles: Metaphysik. Erster Halbband (Bücher I-VI). Übers. Hermann Bonitz. Herausgegeben von Horst Seidl. Text in der Edition von Wilhelm Christ. Meiner 1989.
- 308 Aristoteles: Metaphysik. Zweiter Halbband (Bücher VII-XIV). Übers. Hermann Bonitz. Herausgegeben von Horst Seidl. Meiner 1999, 2009.
- 309 Franz Brentano: Grundlegung und Aufbau der Ethik. Meiner 2013.
- 312 Franz Brentano: Grundzüge der Ästhetik. Herausgegeben von Franziska Mayer-Hillebrand. Meiner 1988, 2017.
- 313 Franz Brentano: Geschichte der griechischen Philosophie. Herausgegeben von Franziska Mayer-Hillebrand. Meiner 2013.
- 314 Franz Brentano: Die Abkehr vom Nichtrealen. Nur Dinge sind vorstellbar und können existieren. Briefe und Abhandlungen aus dem Nachlaß. Herausgegeben von Franziska Mayer-Hillebrand. Meiner 1966.
- 315 Franz Brentano: Untersuchungen zur Sinnespsychologie. Herausgegeben von Roderick M. Chisholm und Reinhard Fabian. Meiner 1979.
- 316 Johann Gottlieb Fichte: Der geschloßne Handelsstaat. Ein philosophischer Entwurf als Anhang zur Rechtslehre und Probe. Mit einem bisher unbekannten Ms. Fichtes „Ueber StaatsWirthschaft“ einer künftig zu liefernden Politik (1800). Herausgegeben von Hans Hirsch und Fritz Medicus. Meiner 2013.
- 317 Moses Mendelssohn: Phädon oder über die Unsterblichkeit der Seele. Mit einem Nachw. hrsg. von Dominique Bourel und einer Einl. von Nathan Rotenstreich, Meiner 1979
- 318 George Berkeley: Philosophisches Tagebuch. Herausgegeben von Wolfgang Breidert. Meiner 1979.
- 319a Georg Wilhelm Friedrich Hegel: Jenaer Kritische Schriften (I). Differenz des Fichteschen und Schellingschen Systems der Philosophie - Rezensionen aus der Erlanger Literatur-Zeitung – Maximen des Journals der Deutschen Literatur. Herausgegeben von Hans Brockard und Hartmut Buchner. Meiner 1979, 2014.
- 319b Georg Wilhelm Friedrich Hegel: Jenaer Kritische Schriften (II). Wesen der philosophischen Kritik - Gemeiner Menschenverstand und Philosophie - Verhältnis des Skeptizismus zur Philosophie – Wissenschaftliche Behandlungsarten des Naturrechts. Herausgegeben von Hans Brockard und Hartmut Buchner. Meiner 1983.
- 319c Georg Wilhelm Friedrich Hegel: Jenaer Kritische Schriften (III). Glauben und Wissen. Herausgegeben von Hans Brockard und Hartmut Buchner. Meiner 1986.
- 320 David Hume: Abriß eines neuen Buches, betitelt: Ein Traktat über die menschliche Natur etc. (1740) … Brief eines Edelmannes an seinen Freund in Edinburgh (1745). Zwei Schriften zur Erklärung und Verteidigung der Philosophie D. Humes. Herausgegeben von Jens Kulenkampff. Meiner 1980.
- 321 Gottlob Freges Briefwechsel mit D. Hilbert, E. Husserl, B. Russell sowie ausgewählte Einzelbriefe Freges. Herausgegeben von Gottfried Gabriel, Friedrich Kambartel und Christian Thiel. Meiner 1980, 2013.
- 322 Dietrich von Freiberg: Abhandlung über den Intellekt und den Erkenntnisinhalt. Herausgegeben von Burkhard Mojsisch. Meiner 1980, 2013.
- 323 Franz Brentano: Geschichte der mittelalterlichen Philosophie im christlichen Abendland. Herausgegeben von Klaus Hedwig. Meiner 1980, 2013.
- 324 Edmund Burke: Philosophische Untersuchungen über den Ursprung unserer Ideen vom Erhabenen und Schönen. Herausgegeben von Werner Strube. Meiner 1989.
- 325 René Descartes: Gespräch mit Burman. Herausgegeben von Hans W. Arndt. Meiner 1982, 2013.
- 326 Johann Gottlieb Fichte: Rechtslehre. Vorgetragen von Ostern bis Michaelis 1812. Herausgegeben von Richard Schottky und Hans Schulz. Meiner 1980.
- 327 August von Cieszkowski: Prolegomena zur Historiosophie. Meiner 2014.
- 328 Theodor Litt: Das Allgemeine im Aufbau der geisteswissenschaftlichen Erkenntnis. Herausgegeben von Friedhelm Nicolin. Meiner 1980, 2015.
- 329 Immanuel Kant in Rede und Gespräch. Herausgegeben von Rudolf Malter. Meiner 1990, 2013.
- 330 Thomas von Aquin: Die Gottesbeweise in der 'Summe gegen die Heiden' und der 'Summe der Theologie'. Deutsch-Latein, herausgegeben von Horst Seidl. Meiner 1986, 2013.
- 331 Georg Wilhelm Friedrich Hegel: Jenaer Systementwürfe I. Das System der spekulativen Philosophie. Fragmente aus Vorlesungsmanuskripten zur Philosophie der Natur und des Geistes (Jenenser Realphilosophie I). Herausgegeben von Klaus Düsing und Heinz Kimmerle. Meiner 1986.
- 332 Georg Wilhelm Friedrich Hegel: Jenaer Systementwürfe II. Logik, Metaphysik, Naturphilosophie. Herausgegeben von Rolf-Peter Horstmann. Meiner 1982, 2013.
- 333 Georg Wilhelm Friedrich Hegel: Jenaer Systementwürfe III. Naturphilosophie und Philosophie des Geistes (Jenaer Realphilosophie). Herausgegeben von Rolf-Peter Horstmann. Meiner 1987.
- 334 Friedrich Daniel Ernst Schleiermacher: Brouillon zur Ethik (1805/06). Herausgegeben von Hans-Joachim Birkner. Meiner 1981, 2014.
- 335 Friedrich Daniel Ernst Schleiermacher: Ethik (1812/13). Herausgegeben von Hans-Joachim Birkner. Meiner 1990, 2014.
- 336 Johann Gottlieb Fichte: Wissenschaftslehre nova methodo. Kollegnachschrift 1798/99. Herausgegeben von Erich Fuchs. Meiner 1982, 1994.
- 337 Johann Gottlieb Fichte: Ueber das Verhältniß der Logik zur Philosophie oder transscendentale Logik. Vorlesungen von Oktober bis Dezember 1812. Herausgegeben von Kurt Hiller, Reinhard Lauth und Peter K. Schneider. Meiner 1982.
- 338 Gottfried Wilhelm Leibniz: Allgemeine Untersuchungen über die Analyse der Begriffe und Wahrheiten. Herausgegeben von Franz Schupp. Meiner 1993.
- 339 Gottfried Wilhelm Leibniz: Specimen Dynamicum. Herausgegeben von Hans Günter Dosch, Glenn W. Most und Enno Rudolph. meiner 1982.
- 340 Sören Kierkegaard: Der Begriff Angst. Herausgegeben von Hans Rochol. Meiner 1984.
- 341 David Hume: Die Naturgeschichte der Religion. Über Aberglaube und Schwärmerei. Über die Unsterblichkeit der Seele. Über Selbstmord. Herausgegeben von Lothar Kreimendahl. Meiner 1984, 2000.
- 342 Maimonides: Acht Kapitel. Eine Abhandlung zur jüdischen Ethik und Gotteserkenntnis. Herausgegeben von Friedrich Niewöhner und Maurice Wolff. Meiner 1981, 1992, 2006.
- 343 Carl Gustav Jochmann: Die Rückschritte der Poesie. Herausgegeben von Ulrich Kronauer. Meiner 1982, 2014.
- 344 Friedrich Wilhelm Joseph Schelling: Über das Verhältnis der bildenden Künste zu der Natur. Herausgegeben von Lucia Sziborsky. Meiner 1983, 2013.
- 345 René Descartes: Die Leidenschaften der Seele französisch-deutsch René Descartes. Hrsg. und übers. von Klaus Hammacher, Meiner 1996
- 346 Nikolaus von Kues: Über den Ursprung Nicolaus von Cues. Deutsch mit Einf. von Maria Feigl, Meiner 1967
- 347 Nicolai Hartmann: Die Erkenntnis im Lichte der Ontologie. Herausgegeben von Josef Stallmach. Meiner 1982, 2013.
- 348 Edmund Husserl: Grundprobleme der Phänomenologie (1910/1911). Herausgegeben von Iso Kern. Meiner 1992.
- 349 Franz Brentano: Deskriptive Psychologie. Herausgegeben von Wilhelm Baumgartner und Roderick M. Chisholm. Meiner 2013.
- 350 Baruch de Spinoza: Sämtliche Werke, Ergänzungsband: Algebraische Berechnung des Regenbogens - Berechnung von Wahrscheinlichkeiten. Herausgegeben von Hans Christian Lucas und John Petry. Meiner 1982.
- 351 Alexander Gottlieb Baumgarten: Texte zur Grundlegung der Ästhetik. Herausgegeben von Hans Rudolf Schweizer. Meiner 2013.
- 353 Johann Gottlieb Fichte: Wissenschaftslehre (1805). Herausgegeben von Hans Gliwitzky. Meiner 1984, 2013.
- 354 Johann Gottlieb Fichte: Versuch einer Kritik aller Offenbarung. Herausgegeben von Hansjürgen Verweyen. Meiner 1983, 1998, 2013.
- 355 Alexander Gottlieb Baumgarten: Theoretische Ästhetik. Die grundlegenden Abschnitte der »Aesthetica« (1750/58). Meiner 1988, 2013.
- 356 Marcus Tullius Cicero: Topik. Herausgegeben von Hans Günter Zekl. Meiner 1983, 2013.
- 357 Maurice Merleau-Ponty: Das Auge und der Geist, Meiner 1984
- 358 Pseudo-Mayne: Über das Bewußtsein (1728), Hrsg. Reinhard Brandt, Meiner 1983 (enthält Peter Browne: Das Selbstbewußtsein, David Hume: Die Unmöglichkeit eines experimentellen Freiheitsbeweises)
- 359 Franz Brentano: Geschichte der Philosophie der Neuzeit. Herausgegeben von Klaus Hedwig. Meiner 1987.
- 360 Immanuel Kant: Metaphysische Anfangsgründe der Rechtslehre. Metaphysik der Sitten. Erster Teil. Herausgegeben von Bernd Ludwig. Meiner 1986, 2009.
- 361 Alexius Meinong: Über Gegenstandstheorie. Selbstdarstellung. Herausgegeben von Josef M. Werle. Meiner 1988, 2013.
- 362 Edmund Husserl: Texte zur Phänomenologie des inneren Zeitbewußtseins (1893 - 1917); Text nach Husserliana, Bd. 10 Edmund Husserl. Hrsg. und eingel. von Rudolf Bernet, Meiner 1985
- 363 Wilhelm von Ockham: Summe der Logik. Teil 1: Über die Termini (Kap. 1-4, 63-67). Herausgegeben von Peter Kunze. Meiner 1984, 1999.
- 364 Francis Hutcheson: Eine Untersuchung über den Ursprung unserer Ideen von Schönheit und Tugend. Über moralisch Gutes und Schlechtes. Herausgegeben von Wolfgang Leidhold. Meiner 1986.
- 365 Friedrich Schleiermacher: Ästhetik (1819/25). Über den Begriff der Kunst (1831/32). Herausgegeben von Thomas Lehnerer. Meiner 1984, 2014.
- 366 Gottlob Frege: Die Grundlagen der Arithmetik. Eine logisch mathematische Untersuchung. Herausgegeben von Christian Thiel. Meiner 1988.
- 367 Friedrich Wilhelm Joseph Schelling: Das Tagebuch 1848. Rationale Philosophie und demokratische Revolution. Herausgegeben von Hans Jörg Sandkühler. Meiner 1990.
- 368 Marsilius Ficinus: Über die Liebe oder Platons Gastmahl. Übers. von Karl Paul Hasse. Hrsg. und eingel. von Paul Richard Blum, Meiner, 1984, 1994
- 369 Edmund Husserl: Die Konstitution der geistigen Welt. Herausgegeben von Manfred Sommer. Meiner 1984.
- 370 Wilhelm Dilthey: Das Wesen der Philosophie. Meiner 1984, 2013.
- 371 Benedetto Croce: Die Geschichte auf den allgemeinen Begriff der Kunst gebracht. Meiner 1984.
- 372 Ernst Cassirer: Symbol, Technik, Sprache Aufsätze aus den Jahren 1927 - 1933. Hrsg. von Ernst Wolfgang Orth und John Michael Krois unter Mitw. von Josef M. Werle, Meiner 1985, 1995
- 373 Vladimir Solov'ev: Der Sinn der Liebe. Meiner 1985, 2013.
- 374 Christian Wolff: Rede über die praktische Philosophie der Chinesen. Herausgegeben von Michael Albrecht. Meiner 1985, 1988, 2016.
- 375 Georg Wilhelm Friedrich Hegel: Wissenschaft der Logik. Erster Band. Die objektive Logik. Erstes Buch. Das Sein (1812). Herausgegeben von Hans-Jürgen Gawoll, Friedrich Hogemann und Walter Jaeschke. Meiner 1986, 1999.
- 376 Georg Wilhelm Friedrich Hegel: Wissenschaft der Logik. Erster Band. Die objektive Logik. Zweites Buch. Die Lehre vom Wesen (1813). Herausgegeben von Hans-Jürgen Gawoll. Meiner 1992, 1999.
- 377 Georg Wilhelm Friedrich Hegel: Wissenschaft der Logik. Zweiter Band. Die subjektive Logik. Die Lehre vom Begriff (1816). Herausgegeben von Hans-Jürgen Gawoll und Friedrich Hogemann. Meiner 1994, 2003.
- 378 Franz Brentano: Über Aristoteles. Nachgelassene Aufsätze. Herausgegeben von Rolf George. Meiner 1986, 2013.
- 379 Raimundus Lullus: Die neue Logik. Herausgegeben von Charles Lohr. Meiner 1985.
- 380 Aristoteles: Physik. Vorlesung über Natur. Erster Halbband (Bücher I–IV). Herausgegeben von Hans Günter Zekl. Meiner 1987, 2011.
- 381 Aristoteles: Physik. Vorlesung über Natur. Zweiter Halbband (Bücher V–VIII). Herausgegeben von Hans Günter Zekl. Meiner 1988.
- 382 Ignaz Paul Vital Troxler: Naturlehre des menschlichen Erkennens, oder Metaphysik. Herausgegeben von Hans Rudolf Schweizer. Meiner 1985, 2015.
- 383 Nikolaus von Kues: Die höchste Stufe der Betrachtung. (Heft 19 der lateinisch-deutschen Parallelausgabe). Herausgegeben von Hans Gerhard Senger. Meiner 1986.
- 384 Thomas von Aquin: Von der Wahrheit. De veritate, Quaestio I. Herausgegeben von Albert Zimmermann. Meiner 1986, 2014.
- 385 Georg Wilhelm Friedrich Hegel: Wissenschaft der Logik. Erster Teil. Die objektive Logik. Erster Band. Die Lehre vom Sein (1832). Herausgegeben von Hans-Jürgen Gawoll. Meiner 2008.
- 386 Friedrich Schleiermacher: Dialektik (1811). Herausgegeben von Andreas Arndt. Meiner 1986.
- 387 Friedrich Schleiermacher: Dialektik (1814/1815). Einleitung zur Dialektik (1833). Herausgegeben von Andreas Arndt. Meiner 1988.
- 388 Johann Gottlieb Fichte: Principien der Gottes-, Sitten- und Rechtslehre. Februar und März 1805. Herausgegeben von Reinhard Lauth. Meiner 1986.
- 389 Abu-Hamid Muhammad al-Ghazali: Der Erretter aus dem Irrtum. Herausgegeben von Abd-Elsamad Abd-Elhamid Elschazli. Meiner 1988, 2010.
- 390 Abu-Hamid Muhammad al-Ghazali: Die Nische der Lichter. Herausgegeben von Abd-Elsamad Abd-Elhamid Elschazli. Meiner 1987, 2013.
- 392 Edmund Husserl: Die Idee der Phänomenologie. Fünf Vorlesungen. Herausgegeben von Paul Janssen. Meiner 1986.
- 393 Edmund Husserl: Die Phänomenologie und die Fundamente der Wissenschaften. Husserl, Edmund. Die Phänomenologie und die Fundamente der Wissenschaften. Herausgegeben von Karl-Heinz Lembeck. Meiner 1986.
- 394 Isaac Newton: Mathematische Grundlagen der Naturphilosophie, herausgegeben von Ed Dellian. Meiner 1988
- 395 Peter Abaelard: Theologia Summi boni. Abhandlung über die göttliche Einheit und Dreieinigkeit. Herausgegeben von Ursula Niggli. Meiner 1989, 1991, 1997.
- 397 Boethius: Die Theologischen Traktate. Meiner 1988, 2013.
- 398 Giordano Bruno: Von den heroischen Leidenschaften. Herausgegeben von Christiane Bacmeister. Meiner 1989, 1996.
- 399 George Berkeley: Versuch über eine neue Theorie des Sehens und Die Theorie des Sehens oder der visuellen Sprache ... verteidigt und erklärt. Herausgegeben von Wolfgang Breidert. Meiner 1987, 2013.

### Band 400 bis 499
- 400a Francis Bacon: Neues Organon. Vorrede. Erstes Buch. Herausgegeben von Wolfgang Krohn. Meiner 1990.
- 400b Francis Bacon: Neues Organon. Zweites Buch. Herausgegeben von Wolfgang Krohn. Meiner 1990.
- 401 Walter Burleigh: Von der Reinheit der Kunst der Logik. Erster Traktat. Von den Eigenschaften der Termini. Herausgegeben von Peter Kunze. Meiner 1988.
- 402 Johann Amos Comenius: Die Pforte der Dinge. Herausgegeben von Erwin Schadel. Meiner 1989, 1994.
- 403 Hugo Dingler: Aufsätze zur Methodik. Herausgegeben von Ulrich Weiß. Meiner 1987.
- 404 Gorgias von Leontinoi: Reden, Fragmente und Testimonien. Herausgegeben von Thomas Buchheim. Meiner 1989, 2012.
- 405a David Hume: Politische und ökonomische Essays. Teilband 1. Herausgegeben von Udo Bermbach. Meiner 1988, 2013.
- 405b David Hume: Politische und ökonomische Essays. Teilband 2. Herausgegeben von Udo Bermbach. Meiner 1988, 2013.
- 406 Johann Heinrich Lambert: Texte zur Systematologie und zur Theorie der wissenschaftlichen Erkenntnis. Herausgegeben von Geo Siegwart. Meiner 1988.
- 407 Julien Offray de La Mettrie: L' homme machine = Die Maschine Mensch : französisch-deutsch. Übers. und hrsg. von Claudia Becker, Meiner 1990
- 408 Rudolph Hermann Lotze: Logik. Drittes Buch. Vom Erkennen. Methodologie. Herausgegeben von Gottfried Gabriel. Meiner 1989.
- 410 Pierre Louis Moreau de Maupertuis: Sprachphilosophische Schriften. Herausgegeben von Winfried Franzen. Meiner 1988, 2013.
- 411 Nikolaus von Kues: Der Laie über die Weisheit. (Heft 1 der lateinisch-deutschen Parallelausgabe) Herausgegeben von Renate Steiger. Meiner 1988.
- 412 Thomas von Aquin: Über den Lehrer, De magistro quaestiones disputatae de veritate, quaestio XI; Summa theologiae, ps. I, quaestio 117, art. 1; lat.-dt. hrsg., übers. u. kommentiert von G. Jüssen; G. Krieger; J. H. J. Schneider. Mit einer Einleitung von H. Pauli, Meiner 1988
- 413 Nicolaus von Autrecourt: Briefe. Nicolaus von Autrecourt. Briefe. Herausgegeben von Ruedi Imbach, Ruedi. Meiner 1988, 2013.
- 414 Georg Wilhelm Friedrich Hegel: Phänomenologie des Geistes. Herausgegeben von Heinrich Clairmont und Hans Friedrich Wessels. Meiner 1988, 2006.
- 415 Thomas von Aquin: Über Seiendes und Wesenheit. Herausgegeben von Horst Seidl. Meiner 1988.
- 416 Friedrich Schlegel: Transcendentalphilosophie (1800–1801). Herausgegeben von Michael Elsässer. Meiner 1991, 2013.
- 417 Søren Kierkegaard: Philosophische Bissen Sören Kierkegaard. Übers., mit Einl. u. Komm. hrsg. von Hans Rochol, Meiner 1989
- 418 a,b Giambattista Vico: Prinzipien einer neuen Wissenschaft über die gemeinsame Natur der Völker, 2 Bände. Mit einer Einleitung „Vico und die Idee der Kulturwissenschaft“. Übers. von Vittorio Hösle u. Christoph Jermann u. mit Textverweisen von Christoph Jermann, Meiner 1990
- 419 Chang Tsai: Rechtes Auflichten. Herausgegeben von Michael Friedrich. Meiner 1996, 2015.
- 420a Nikolaus von Kues: Sichtung des Korans (Heft 20a, Buch I der lateinisch-deutschen Parallelausgabe). Herausgegeben von Reinhold Glei und Ludwig Hagemann. Meiner 1989.
- 420b Nikolaus von Kues: Sichtung des Korans (Heft 20b, Buch II der lateinisch-deutschen Parallelausgabe). Herausgegeben von Reinhold Glei und Ludwig Hagemann. Meiner 1990.
- 420c Nikolaus von Kues: Sichtung des Korans (Heft 20c, Buch III der lateinisch-deutschen Parallelausgabe). Herausgegeben von Reinold Glei und Ludwig Hagemann. Meiner 1993.
- 421 Rudolph Hermann Lotze: Logik. Erstes Buch. Vom Denken. Reine Logik. Herausgegeben von Gottfried Gabriel. Meiner 1989.
- 422 Friedrich Nietzsche: Ecce auctor. Die Vorreden von 1886. Herausgegeben von Claus-Artur Scheier. Meiner 1990, 2013.
- 423 Samuel Clarke: Der Briefwechsel mit G. W. Leibniz von 1715/16. Herausgeber Ed Dellian. Meiner 1990, 2014.
- 424 Markus Herz: Betrachtungen aus der spekulativen Weltweisheit. Herausgegeben von Elfriede Conrad, Heinrich P. Delfosse und Birgit Nehren. Meiner 1990.
- 425 Jean Paul: Vorschule der Ästhetik. Herausgegeben von Wolfhart Henckmann. Meiner 1990.
- 426 Giannozzo Manetti: Über die Würde und Erhabenheit des Menschen. Herausgegeben von August Buck. Meiner 1990, 2015.
- 427 Giovanni Pico della Mirandola: Über die Würde des Menschen. Herausgegeben von Norbert Baumgarten und August Buck. Meiner 1990.
- 428 Plotin: Seele - Geist – Eines. Enneade IV 8, V 4, V 1, V 6 und V 3. Herausgegeben von Klaus Kremer. Meiner 1990.
- 429 Plotin: Geist - Ideen – Freiheit. Enneade V 9 und VI 8. Herausgegeben von Werner Beierwaltes. Meiner 1990.
- 430 Immanuel Kant: Metaphysische Anfangsgründe der Tugendlehre. Metaphysik der Sitten. Zweiter Teil. Herausgegeben von Bernd Ludwig. Meiner 1990, 2017.
- 431 Platon: Phaidon. Herausgegeben von Barbara Zehnpfennig. Meiner 2007.
- 432 Nikolaus von Kues: Der Laie über den Geist. (Heft 21 der lateinisch-deutschen Parallelausgabe). Herausgegeben von Renate Steiger. Meiner 1995, 2013.
- 433 Ihwan as-Safa': Mensch und Tier vor dem König der Dschinnen. Aus den Schriften der lauteren Brüder von Basra. Meiner 1990, 2013.
- 434 Pietro Pomponazzi: Abhandlung über die Unsterblichkeit der Seele. Herausgegeben von Burkhard Mojsisch. Meiner 1990, 2013.
- 435 Charles Sanders Peirce: Vorlesungen über Pragmatismus. Herausgegeben von Elisabeth Walther. Meiner 1991.
- 436 Giordano Bruno: Über die Monas, die Zahl und die Figur als Elemente einer sehr geheimen Physik, Mathematik und Metaphysik. Herausgegeben von Elisabeth von Samsonow. Meiner 1991, 1997, 2014.
- 437 Edmund Husserl: Ding und Raum. Vorlesungen 1907. Herausgegeben von Karl-Heinz Hahnengreß und Smail Rapic. Meiner 1991.
- 438 Wilhelm von Osma: Über die Folgerungen. Herausgegeben von Franz Schupp. Meiner 1991.
- 439 Georg Wilhelm Friedrich Hegel: Vorlesungen über die Geschichte der Philosophie. Teil 1: Einleitung in die Geschichte der Philosophie. Orientalische Philosophie. Herausgegeben von Walter Jaeschke. Meiner 1993.
- 440 Ernst Cassirer: Rousseau, Kant, Goethe. Herausgegeben von Rainer A. Bast. Meiner 1991, 2013.
- 442 Paul Yorck von Wartenburg: Bewußtseinsstellung und Geschichte. Ein Fragment aus dem philosophischen Nachlaß. Herausgegeben von Iring Fetscher. Meiner 1991, 2013.
- 443 Immanuel Kant: Über den Gemeinspruch: Das mag in der Theorie richtig sein, taugt aber nicht für die Praxis. Zum ewigen Frieden. Ein philosophischer Entwurf. Herausgegeben von Heiner F. Klemme. meiner 1992.
- 445a/b Friedrich Wilhelm Joseph Schelling: Urfassung der Philosophie der Offenbarung. Herausgegeben von Walter E. Ehrhardt. Meiner 1992, 2010.
- 446 Bonaventura: Vom Wissen Christi. Herausgegeben von Andreas Speer. Meiner 1996, 2013.
- 447 Ludwig Feuerbach: Entwürfe zu einer neuen Philosophie. Herausgegeben von Walter Jaeschke und Werner Schuffenhauer. Meiner 1996, 2013.
- 448 Friedrich Wilhelm Joseph Schelling: System des transzendentalen Idealismus. Herausgegeben von Horst D. Brandt, Peter Müller und Walter Schulz. Meiner 1992, 2000.
- 449 Nicolas Malebranche: Abhandlung von der Natur und der Gnade (1712). Herausgegeben von Stefan Ehrenberg. Meiner 1993, 2013.
- 450 Novalis: Das Allgemeine Brouillon. Materialien zur Enzyklopädistik 1798/1799. Herausgegeben von Hans-Joachim Mähl. Meiner 1993, 2016.
- 451 Maurice Blondel: Der Ausgangspunkt des Philosophierens. Drei Aufsätze. 2013.
- 452 Anonymus: Traktat über die drei Betrüger (1768). Herausgegeben von Winfried Schröder. 1994.
- 453 Johann Friedrich Herbart (Hg.): Lehrbuch zur Einleitung in die Philosophie. 2013.
- 454 Alexander Pope: Vom Menschen. Herausgegeben von Wolfgang Breidert. 2013.
- 455 Francesco Petrarca: Über seine und vieler anderer Unwissenheit. Herausgegeben von August Buck. 2013.
- 456 Ernst Cassirer: Erkenntnis, Begriff, Kultur. Herausgegeben von Rainer A. Bast. 2013.
- 457 Georg Wilhelm Friedrich Hegel: System der Sittlichkeit. Critik des Fichteschen Naturrechts. Herausgegeben von Horst D. Brandt. 2002.
- 458 Heinrich Seuse: Das Buch der Wahrheit. Herausgegeben von Loris Sturlese. 2013.
- 459 Georg Wilhelm Friedrich Hegel: Vorlesungen über die Philosophie der Religion. Teil 1: Einleitung in die Philosophie der Religion. Der Begriff der Religion. Herausgegeben von Walter Jaeschke. 2014.
- 460 Georg Wilhelm Friedrich Hegel: Vorlesungen über die Philosophie der Religion. Teil 2: Die bestimmte Religion. Herausgegeben von Walter Jaeschke. 2013.
- 461 Georg Wilhelm Friedrich Hegel: Vorlesungen über die Philosophie der Religion. Teil 3: Die vollendete Religion. Herausgegeben von Walter Jaeschke. 2013.
- 462 Martinus Anglicus: Über die Verpflichtungen. Herausgegeben von Franz Schupp. 2014.
- 463-466d Dante Alighieri: Philosophische Werke in sieben Bänden. Dante Alighieri. Philosophische Werke in sieben Bänden. Herausgegeben von Ruedi Imbach. 2007.
- 463 Dante Alighieri: Philosophische Werke. Band 1. Das Schreiben an Cangrande. Dante Alighieri. Philosophische Werke. Band 1. Das Schreiben an Cangrande. Herausgegeben von Thomas Ricklin. 1993.
- 464 Dante Alighieri: Philosophische Werke. Band 2. Disputation über das Wasser und die Erde. Dante Alighieri. Philosophische Werke. Band 2. Disputation über das Wasser und die Erde. Herausgegeben von Dominik Perler. 1994.
- 465 Dante Alighieri: Philosophische Werke. Band 3. Über die Beredsamkeit in der Volkssprache. Dante Alighieri. Philosophische Werke. Band 3. Über die Beredsamkeit in der Volkssprache. 2007.
- 466a Dante Alighieri: Philosophische Werke. Band 4. Das Gastmahl I. Dante Alighieri. Philosophische Werke. Band 4. Das Gastmahl I. Buch I. Einleitung. Herausgegeben von Francis Cheneval und Thomas Ricklin. 1996.
- 466b Dante Alighieri: Philosophische Werke. Band 4. Das Gastmahl II. Dante Alighieri. Philosophische Werke. Band 4. Das Gastmahl II. Buch II. 1996.
- 466c Dante Alighieri: Philosophische Werke. Band 4. Das Gastmahl III. Dante Alighieri. Philosophische Werke. Band 4. Das Gastmahl III. Buch III. Herausgegeben von Francis Cheneval und Thomas Ricklin. Meiner 1998.
- 466d Dante Alighieri: Philosophische Werke. Band 4. Das Gastmahl IV. Dante Alighieri. Philosophische Werke. Band 4. Das Gastmahl IV. Buch IV. Meiner 2004.
- 467 Nikolaus von Kues: Gespräch über das Globusspiel. (Heft 22 der lateinisch-deutschen Parallelausgabe). Herausgegeben von Gerda von Bredow. Meiner2015.
- 468 Auguste Comte: Rede über den Geist des Positivismus. Herausgegeben von Iring Fetscher. Meiner 2015.
- 469 William of Sherwood: Einführung in die Logik. Herausgegeben von Hartmut Brands und Christoph Kann. Meiner 2013.
- 470 Søren Kierkegaard: Die Krankheit zum Tode Sören Kierkegaard. Übers., mit Einl. und Kommentar hrsg. von Hans Rochol, Meiner 1995
- 471 Paul Natorp: Platos Ideenlehre. Eine Einführung in den Idealismus. 2016.
- 472 Dietrich von Freiberg: Abhandlung über die Akzidentien. Herausgegeben von Karl-Hermann Kandler und Burkhard Mojsisch. 2016.
- 473 Jean-Baptiste le Rond d’Alembert: Einleitung zur Enzyklopädie. Herausgegeben von Günther Mensching. 1997.
- 474 Ernst Cassirer: Goethe und die geschichtliche Welt. Herausgegeben von Rainer A. Bast. 2016.
- 475 Ernst Cassirer: Descartes. Lehre – Persönlichkeit – Wirkung. Herausgegeben von Rainer A. Bast. 2013.
- 476 Aristoteles: Über die Seele griechisch-deutsch Aristoteles. Mit Einl., Übers. (nach W. Theiler) und Kommentar hrsg. von Horst Seidl. Griech. Text in der Ed. von Wilhelm Biehl und Otto Apelt, Meiner 1995
- 477 Pierre Duhem: Ziel und Struktur der physikalischen Theorien. Herausgegeben von Lothar Schäfer. 1998.
- 478 Charles Sanders Peirce: Religionsphilosophische Schriften. Herausgegeben von Hermann Deuser. 1995.
- 479 Marcus Tullius Cicero: Akademische Abhandlungen: Lucullus. Herausgegeben von Andreas Graeser. 1998.
- 480 Karl Löwith: Von Hegel zu Nietzsche. Der revolutionäre Bruch im Denken des 19. Jahrhunderts. 2015.
- 481 Immanuel Kant: Der Streit mit Johann August Eberhard. 2004.
- 482 Georg Friedrich Meier: Versuch einer allgemeinen Auslegungskunst (1757). Herausgegeben von Axel Bühler und Luigi Cataldi Madonna. 1996.
- 483 Georg Wilhelm Friedrich Hegel: Grundlinien der Philosophie des Rechts mit Hegels eigenhändigen Randbemerkungen in seinem Handexemplar der Rechtsphilosophie Georg Wilhelm Friedrich Hegel. In der Textedition von Johannes Hoffmeister, Meiner 1995
- 484 Johann Amos Comenius: Der Weg des Lichtes. Herausgegeben von Uwe Voigt. 2013.
- 485 Johann Gottlieb Fichte: System der Sittenlehre nach den Prinzipien der Wissenschaftslehre (1798). 2014.
- 486 Friedrich Daniel Ernst Schleiermacher: Über die Philosophie Platons. Die Einleitungen zur Übersetzung des Platon (1804–1828). Geschichte der Philosophie. Vorlesungen über Sokrates und Platon (zwischen 1819 und 1823). Herausgegeben von Peter M. Steiner. 2013.
- 487 Nikolaus von Kues: Tu quis es (De principio). Über den Ursprung. (Heft 23 der lateinisch-deutschen Parallelausgabe). Herausgegeben von Karl Bormann. 2001.
- 488 Ernst Cassirer: Versuch über den Menschen. Einführung in eine Philosophie der Kultur. 2010.
- 489 Gottlob Ernst Schulze: Aenesidemus oder über die Fundamente der von Herrn Professor Reinhold in Jena gelieferten Elementar-Philosophie. Nebst einer Verteidigung des Skeptizismus gegen die Anmassungen der Vernunft. Herausgegeben von Manfred Frank. 2013.
- 490 Immanuel Kant: Anthropologie in pragmatischer Hinsicht. Herausgegeben von Reinhard Brandt. 2000.
- 491 Thomas Hobbes: Leviathan. Herausgegeben von Hermann Klenner. 2004.
- 492 Aristoteles: Organon. Band 1: Topik, neuntes Buch oder Über die sophistischen Widerlegungsschlüsse. Herausgegeben von Hans Günter Zekl. 2017.
- 493 Aristoteles: Organon. Band 2: Kategorien / Hermeneutik oder vom sprachlichen Ausdruck (De interpretatione). Beigegeben sind Porphyrios: Einführung in die Kategorien des Aristoteles (Isagoge), Pseudo-Aristoteles: Einteilungen (Divisiones), Pseudo-Platon: Begriffsbestimmungen (Definitiones). Herausgegeben von Hans Günter Zekl. 2017.
- 494/495 Aristoteles: Organon. Band 3/4: Erste Analytik / Zweite Analytik. Herausgegeben von Hans Günter Zekl. 2017.
- 496 Gottfried Wilhelm Leibniz: Philosophische Werke Band 1: Hauptschriften zur Grundlegung der Philosophie I. Schriften zur Logik und Methodenlehre, zur Mathematik, zur Phoronomie und Dynamik, zur geschichtlichen Stellung des Systems und zur Biologie und Entwicklungsgeschichte. Herausgegeben von Artur Buchenau und Ernst Cassirer. 1996.
- 497 Gottfried Wilhelm Leibniz: Philosophische Werke Band 2: Hauptschriften zur Grundlegung der Philosophie II. Schriften zur Monadenlehre und zur Ethik und Rechtsphilosophie. Herausgegeben von Artur Buchenau und Ernst Cassirer. 1996.
- 498 Gottfried Wilhelm Leibniz: Philosophische Werke Band 3: Neue Abhandlungen über den menschlichen Verstand. Herausgegeben von Ernst Cassirer. 1996.
- 499 Gottfried Wilhelm Leibniz: Philosophische Werke Band 4: Versuche in der Theodicée über die Güte Gottes, die Freiheit des Menschen und den Ursprung des Übels. 2000.

### Band 500 bis 599
- 500: Arnim Regenbogen, Uwe Meyer (Hg.): Wörterbuch der philosophischen Begriffe. 2013.
- 501: Thomas Hobbes: Elemente der Philosophie. Erste Abteilung: Der Körper. Herausgegeben von Karl Schuhmann. 2013.
- 502: George Berkeley: Alciphron oder der Kleine Philosoph. Herausgegeben von Wolfgang Breidert. 2014.
- 503: Friedrich Wilhelm Joseph Schelling: Über das Wesen der menschlichen Freiheit. Herausgegeben von Thomas Buchheim. 2011.
- 504: Georg Wilhelm Friedrich Hegel: Berliner Schriften (1818–1831). Voran gehen: Heidelberger Schriften (1816–1818). Herausgegeben von Walter Jaeschke. 2007.
- 505: Immanuel Kant: Kritik der reinen Vernunft. Nach der 1. und 2. Originalausgabe herausgegeben von Jens Timmermann. Mit einer Bibliographie von Heiner Klemme. Felix Meiner Verlag, Hamburg 1998, ISBN 978-3-7873-1319-8. (Siehe auch Band 37a)
- 506: Immanuel Kant: Kritik der praktischen Vernunft. Herausgegeben von Horst D. Brandt und Heiner F. Klemme. 2003.
- 507: Immanuel Kant: Kritik der Urteilskraft. Beilage: Erste Einleitung in die 'Kritik der Urteilskraft'. Herausgegeben von Heiner F. Klemme. 2009.
- 508: Immanuel Kant: Metaphysische Anfangsgründe der Naturwissenschaft. Herausgegeben von Konstantin Pollok. 1997.
- 509: Friedrich Hölderlin: Theoretische Schriften. Herausgegeben von Johann Kreuzer. 1998.
- 510: Richard Hönigswald: Grundfragen der Erkenntnistheorie. Herausgegeben von Wolfdietrich Schmied-Kowarzik. 1997.
- 511: David Hume: Eine Untersuchung über die Prinzipien der Moral. Herausgegeben von Manfred Kühn. 2003.
- 512: Immanuel Kant: Was ist Aufklärung? Ausgewählte kleine Schriften. Herausgegeben von Horst D. Brandt. 1999.
- 513: Ernst Cassirer: Die Philosophie der Aufklärung, Meiner 1998
- 514: Rudolf Carnap: Der logische Aufbau der Welt. Meiner 1998.
- 516: Theophrast: Metaphysik. Herausgegeben von Gregor Damschen, Dominic Kaegi und Enno Rudolph. 2012.
- 517: Friedrich Heinrich Jacobi: Über die Lehre des Spinoza in Briefen an den Herrn Moses Mendelssohn. 2004.
- 518: Raimundus Lullus: Ars brevis. Herausgegeben von Alexander Fidora. 2001.
- 519: Immanuel Kant: Grundlegung zur Metaphysik der Sitten. Herausgegeben von Bernd Kraft und Dieter Schönecker. 2016.
- 520: Platon: Symposion / Gastmahl. Herausgegeben von Barbara Zehnpfennig. 2012.
- 521: Johann Gottlieb Fichte: Die Bestimmung des Menschen. Herausgegeben von Horst D. Brandt und Hansjürgen Verweyen. 2000.
- 522: Immanuel Kant: Der Streit der Fakultäten. Herausgegeben von Horst D. Brandt und Piero Giordanetti. 2017.
- 523: Aurelius Augustinus: De trinitate. Herausgegeben von Johann Kreuzer. 2003.
- 524a: Friedrich Wilhelm Joseph Schelling: Zeitschrift für spekulative Physik. Herausgegeben von Manfred Durner. 2017.
- 524b: Friedrich Wilhelm Joseph Schelling: Zeitschrift für spekulative Physik. Teilband 2. Herausgegeben von Manfred Durner. 2014.
- 525: Gottfried Wilhelm Leibniz: Die Grundlagen des logischen Kalküls. Herausgegeben von Franz Schupp und Stephanie Weber. 2000.
- 526: Paul Natorp: Philosophische Systematik. 2004.
- 527: Bertrand Russell: Die Analyse des Geistes. Herausgegeben von Kurt Grelling. 2004.
- 528: Giordano Bruno: Die Kabbala des Pegasus. Herausgegeben von Kai Neubauer. 2000.
- 529: Johannes Duns Scotus: Über die Erkennbarkeit Gottes. Texte zur Philosophie und Theologie. Herausgegeben von Hans Kraml, Gerhard Leibold und Vladimir Richter. 2002.
- 530: Maurice Merleau-Ponty: Das Auge und der Geist. Philosophische Essays. Herausgegeben von Christian Bermes. 2003.
- 531: Albertus Magnus: Über den Menschen. Herausgegeben von Henryk Anzulewicz und Joachim R. Söder. 2006.
- 532: George Berkeley: Eine Abhandlung über die Prinzipien der menschlichen Erkenntnis. Übersetzt, mit einer Einleitung und Anmerkungen herausgegeben von Arend Kulenkampff. Felix Meiner Verlag, Hamburg 2004, ISBN 978-3-7873-1638-0. (Siehe auch Band 20).
- 533: Giovanni Pico della Mirandola: Kommentar zu einem Lied der Liebe. Herausgegeben von Thorsten Bürklin. 2013.
- 534: Aurelius Augustinus: Was ist Zeit? Confessiones XI / Bekenntnisse 11. Herausgegeben von Norbert Fischer. 2009.
- 535: Anselm von Canterbury: Über die Wahrheit. Herausgegeben von Markus Enders. 2003.
- 536: Bertrand Russell: Einführung in die mathematische Philosophie. Herausgegeben von Johannes Lenhard und Michael Otte. 2006.
- 537: Gottfried Wilhelm Leibniz: Monadologie und andere metaphysische Schriften. Herausgegeben von Ulrich Johannes Schneider. 2014.
- 538: Edmund Husserl: Phänomenologische Psychologie. Herausgegeben von Dieter Lohmar
- 539: Aurelius Augustinus: De musica. Vom ästhetischen Urteil zur metaphysischen Erkenntnis. Herausgegeben von Frank Hentschel. 2013.
- 540: Immanuel Kant: Prolegomena zu einer jeden künftigen Metaphysik, die als Wissenschaft wird auftreten können. Eingeleitet und mit Anmerkungen herausgegeben von Konstantin Pollok. Felix Meiner Verlag, Hamburg 2001, ISBN 978-3-7873-1577-2. (Siehe auch Band 55, Heimann´s Verlag).
- 541: Ernst Cassirer: Vom Mythus des Staates. 2015.
- 542: Pierre Bayle: Historisches und kritisches Wörterbuch (Dictionnaire historique et critique). Eine Auswahl. Herausgegeben von Günter Gawlick und Lothar Kreimendahl. 2011.
- 543: Gottfried Wilhelm Leibniz: Frühe Schriften zum Naturrecht. Herausgegeben von Hubertus Busche. 2003.
- 544: Giordano Bruno: Der Kerzenzieher (Candelaio). Herausgegeben von Sergius Kodera. 2006.
- 545: Immanuel Kant: Die Religion innerhalb der Grenzen der bloßen Vernunft. Herausgegeben von Bettina Stangneth. 2017.
- 546: Emmanuel Levinas: Die Zeit und der Andere. Herausgegeben von Ludwig Wenzler. 2003.
- 547: Emmanuel Levinas: Humanismus des anderen Menschen. Mit einem Gespräch zwischen Emmanuel Levinas und Christoph von Wolzogen als Anhang „Intention, Ereignis und der Andere“. 2005.
- 548: Gottfried Wilhelm Leibniz: Der Briefwechsel mit den Jesuiten in China (1689–1714). Herausgegeben von Rita Widmaier. 2006.
- 549: Nikolaus von Kues: De venatione sapientiae. Die Jagd nach Weisheit (Heft 24 der lateinisch-deutschen Parallelausgabe). Herausgegeben von Karl Bormann. 2003.
- 550: Georg Wilhelm Friedrich Hegel: Vorlesungen über die Philosophie der Kunst (1823). Herausgegeben von Annemarie Gethmann-Siefert. 2007.
- 551: Moritz Lazarus: Grundzüge der Völkerpsychologie und Kulturwissenschaft. Herausgegeben von Klaus-Christian Köhnke. 2014.
- 552: Salomon Maimon: Versuch über die Transzendentalphilosophie. Herausgegeben von Florian Ehrensperger. 2013.
- 553: Anonymus. Das Buch von den Ursachen. Herausgegeben von Rolf Schönberger und Andreas Schönfeld. 2015.
- 554a: Karl Leonhard Reinhold: Beiträge zur Berichtigung bisheriger Mißverständnisse der Philosophen (I). Erster Band, das Fundament der Elementarphilosophie betreffend. Herausgegeben von Faustino Fabbianelli. 2003.
- 554b: Karl Leonhard Reinhold: Beiträge zur Berichtigung bisheriger Mißverständnisse der Philosophen (II). Zweiter Band. Herausgegeben von Faustino Fabbianelli. 2004.
- 555: Helmuth Vetter (Hrsg.): Wörterbuch der phänomenologischen Begriffe unter Mitarb. von Klaus Ebner, Meiner 2004
- 556: George Berkeley: Drei Dialoge zwischen Hylas und Philonous. Herausgegeben von Arend Kulenkampff. 2005.
- 557: Georg Wilhelm Friedrich Hegel: Über die Reichsverfassung. Herausgegeben von Hans Maier. 2004.
- 558: Muḥammad Ibn-ʿAbd-al-Malik Ibn-Ṭufail: Der Philosoph als Autodidakt ein philosophischer Insel-Roman = Ḥayy ibn Yaqẓān Abū Bakr Ibn Ṭufail. Übers., mit einer Einl. und Anm. hrsg. von Patric O. Schaerer, Meiner 2004
- 559: Karl Marx: Ökonomisch-philosophische Manuskripte. Herausgegeben von Barbara Zehnpfennig. 2008.
- 560: Rudolf Carnap: Scheinprobleme in der Philosophie und andere metaphysikkritische Schriften. Carnap, Rudolf. Scheinprobleme in der Philosophie und andere metaphysikkritische Schriften. Herausgegeben von Mormann, Thomas. 2005.
- 561: Bertrand Russell: Unser Wissen von der Außenwelt. Herausgegeben von Michael Otte. 2008.
- 562: Proklos: Theologische Grundlegung. Stoicheiósis theologikê. Herausgegeben von Ernst-Otto Onnasch und Ben Schomakers. 2015.
- 563: Friedrich Schleiermacher: Über die Religion. Reden an die Gebildeten unter ihren Verächtern. Herausgegeben von Andreas Arndt. 2004.
- 564: Friedrich Wilhelm Joseph Schelling: Bruno oder über das göttliche und natürliche Prinzip der Dinge. Herausgegeben von Manfred Durner. 2010.
- 565: Moses Mendelssohn: Jerusalem oder über religiöse Macht und Judentum. Herausgegeben von Michael Albrecht. 2010.
- 566: René Descartes: Die Prinzipien der Philosophie. Herausgegeben von Christian Wohlers. 2007.
- 567: Emmanuel Levinas: Ausweg aus dem Sein. Herausgegeben von Alexander Chucholowski. 2005.
- 568: Al-Farabi: Über die Wissenschaften. De scientiis. Herausgegeben von Franz Schupp. 2015.
- 569: Christian Wolff: Erste Philosophie oder Ontologie. (§§ 1-78). Herausgegeben von Dirk Effertz. 2008.
- 570: Paul Ricoeur: Vom Text zur Person. Hermeneutische Aufsätze (1970–1999). Herausgegeben von Peter Welsen. 2007.
- 571: Moses Mendelssohn: Ästhetische Schriften. Herausgegeben von Anne Pollok. 2011.
- 572a/b: Alexander Gottlieb Baumgarten: Ästhetik (2 Bde.). Band 1: §§ 1-613 / Band 2: §§ 614-904, Einführung, Glossar. Herausgegeben von Dagmar Mirbach. 2009.
- 573: Giovanni Pico della Mirandola: Über das Seiende und das Eine. Herausgegeben von Paul Richard Blum, Gregor Damschen, Dominic Kaegi, Martin Mulsow, Enno Rudolph und Alejandro Vigo. 2006.
- 574: Johann Gottfried Herder: Sprachphilosophie. Ausgewählte Schriften. Herausgegeben von Erich Heintel und Ulrike Zeuch. 2005.
- 575: Blaise Pascal: Kleine Schriften zur Religion und Philosophie. Herausgegeben von Albert Raffelt. 2008.
- 576: Edmund Husserl: Phantasie und Bildbewußtsein. Herausgegeben von Eduard Marbach. 2014.
- 577: Wiener Kreis. Texte zur wissenschaftlichen Weltauffassung von Rudolf Carnap, Otto Neurath, Moritz Schlick, Philipp Frank, Hans Hahn, Karl Menger, Edgar Zilsel und Gustav Bergmann. Herausgegeben von Michael Stöltzner und Thomas Uebel. 2009.
- 578: Peter Abaelard: Scito te ipsum [Ethica]. Erkenne dich selbst. 2014.
- 579: Arthur Schopenhauer: Über die Grundlage der Moral. Herausgegeben von Peter Welsen. 2007.
- 580: Albertus Magnus: Buch über die Ursachen und den Hervorgang von allem aus der ersten Ursache.Erstes Buch. Herausgegeben von Hannes Möhle. 2006.
- 581: John Stuart Mill: Utilitarismus. Herausgegeben von Manfred Kühn. 2009.
- 582: Pierre Bayle: Historisches und kritisches Wörterbuch. Zweiter Teil der Auswahl. Herausgegeben von Günter Gawlick und Lothar Kreimendahl. 2011.
- 583: John Stuart Mill: Über die Freiheit. Herausgegeben von Horst D. Brandt. 2011.
- 584: Aurelius Augustinus: Suche nach dem wahren Leben. Confessiones X / Bekenntnisse 10. Herausgegeben von Norbert Fischer. 2016.
- 585: Gottfried Wilhelm Leibniz: Der Briefwechsel mit Bartholomäus Des Bosses. Herausgegeben von Cornelius Zehetner. 2007.
- 586: Franciscus Sanchez: Daß nichts gewußt wird. Herausgegeben von Damian Caluori, Kaspar Howald und Sergei Mariev. 2007.
- 587: Eduard von Hartmann: Die Gefühlsmoral. Herausgegeben von Jean-Claude Wolf. 2016.
- 588: Johann Gottlieb Fichte: Reden an die deutsche Nation. Herausgegeben von Alexander Aichele. 2008.
- 589: Jürgen Habermas: Erkenntnis und Interesse. 2008.
- 590: Maurice Merleau-Ponty: Zeichen. Herausgegeben von Christian Bermes. 2013.
- 591: Friedrich Schlegel: Schriften zur Kritischen Philosophie 1795–1805. Herausgegeben von Andreas Arndt und Jure Zovko. 2017.
- 592: Henri Bergson: Die beiden Quellen der Moral und der Religion. 2017.
- 593: Ernst Cassirer: Die Philosophie der Aufklärung. Cassirer, Ernst. Die Philosophie der Aufklärung. Herausgegeben von Claus Rosenkranz. 2007.
- 594: Moses Mendelssohn: Metaphysische Schriften. Herausgegeben von Wolfgang Vogt. 2014.
- 595: Moses Mendelssohn: Phädon oder über die Unsterblichkeit der Seele. Herausgegeben von Anne Pollok. 2013.
- 596: René Descartes: Meditationen über die erste Philosophie. Herausgegeben von Christian Wohlers. 2009.
- 597: René Descartes: Meditationes de prima philosophia. Meditationen über die Grundlagen der Philosophie. 2008.
- 598: Renè Descartes: Meditationen. Mit sämtlichen Einwänden und Erwiderungen. Herausgegeben von Christian Wohlers. 2011.
- 599a: Karl Leonhard Reinhold: Versuch einer neuen Theorie des menschlichen Vorstellungsvermögens. Teilband 1. Einleitung, Vorrede, Erstes Buch. Herausgegeben von Ernst-Otto Onnasch. 2010.
- 599b: Karl Leonhard Reinhold: Versuch einer neuen Theorie des menschlichen Vorstellungsvermögens. Teilband 2. Zweites und Drittes Buch. Anmerkungen. Register. Herausgegeben von Ernst-Otto Onnasch. 2012.

### Band 600 bis 699
- 600 Averroes: Die entscheidende Abhandlung und die Urteilsfällung über das Verhältnis von Gesetz und Philosophie. Herausgegeben von Franz Schupp. 2009.
- 601 Edmund Husserl: Logische Untersuchungen. 2013.
- 602 Edmund Husserl: Ideen zu einer reinen Phänomenologie und phänomenologischen Philosophie. 2009.
- 603 Edmund Husserl: Philosophie als strenge Wissenschaft. Herausgegeben von Eduard Marbach. 2009.
- 604 Ernst Cassirer: Schriften zur Philosophie der symbolischen Formen. Herausgegeben von Marion Lauschke. 2009.
- 605 Adam Smith: Theorie der ethischen Gefühle. Herausgegeben von Horst D. Brandt. 2010.
- 606 Jean-Jacques Rousseau: Friedensschriften. Herausgegeben von Michael Köhler. 2012.
- 607 Ernst Cassirer: Philosophie der symbolischen Formen I: Die Sprache. Herausgegeben von Birgit Recki. 2010.
- 608 Ernst Cassirer: Philosophie der symbolischen Formen II: Das mythische Denken. Herausgegeben von Birgit Recki. 2010.
- 609 Ernst Cassirer: Philosophie der symbolischen Formen III: Phänomenologie der Erkenntnis. Herausgegeben von Recki, Birgit. 2010.
- 610 Nagarjuna: Die Lehre von der Mitte. (Mula-madhyamaka-karika) Zhong Lun. Herausgegeben von Lutz Geldsetzer. 2010.
- 611 Albert von Sachsen: Logik. Herausgegeben von Harald Berger. 2010.
- 612 Karl Marx: Das Kapital. Marx, Karl. Das Kapital. Kritik der politischen Ökonomie. Erster Band. Herausgegeben von Michael Quante. 2018.
- 613 René Descartes: Regulae ad directionem ingenii. Cogitationes privatae. Regeln zur Ausrichtung der Geisteskraft - Private Gedanken. Herausgegeben von Christian Wohlers. 2011.
- 614 Paul Ricoeur: Lebendig bis in den Tod. Fragmente aus dem Nachlaß. Herausgegeben von Alexander Chucholowski. 2011.
- 615a/b Nachman Krochmal: Führer der Verwirrten der Zeit. Bände 1 und 2. Herausgegeben von Andreas Lehnardt. 2012, 2017.
- 616: Aristoteles: Politik. Üersetzt und mit einer Einleitung sowie Anmerkungen herausgegeben von Eckart Schütrumpf. Felix Meiner Verlag, Hamburg 2012.
- 617 Aristoteles: Über Werden und Vergehen. Herausgegeben von Thomas Buchheim. 2011.
- 618 Kurt Bayertz, Myriam Gerhard, Walter Jaeschke (Hg): Der Materialismus-Streit. Texte von L. Büchner, H. Czolbe, L. Feuerbach, I. H. Fichte, J. Frauenstädt, J. Frohschammer, J. Henle, J. Moleschott, M. J. Schleiden, C. Vogt und R. Wagner. 2012.
- 619 Kurt Bayertz, Myriam Gerhard, Walter Jaeschke (Hg): Der Darwinismus-Streit. Texte von L. Büchner, B. von Carneri, F. Fabri. G. von Gzycki, E. Haeckel, E. von Hartmann, F. A. Lange, R. Stoeckl und K. Zittel. 2012.
- 620 Kurt Bayertz, Myriam Gerhard, Walter Jaeschke (Hg): Der Ignorabimus-Streit. Texte von E. du Bois-Reymond, W. Dilthey, E. von Hartmann, F. A. Lange, C. von Nägeli, W. Ostwald, W. Rathenau und M. Verworn. 2012.
- 621 Hans Reichenbach: Ziele und Wege der heutigen Naturphilosophie. Fünf Aufsätze zur Wissenschaftstheorie. Herausgegeben von Nikolay Milkov. 2011.
- 622 Henri Bergson: Das Lachen. Bergson, Henri. Das Lachen. Ein Essay über die Bedeutung des Komischen. 2011.
- 623 Leonard Nelson: Typische Denkfehler in der Philosophie. Nachschrift der Vorlesung vom Sommersemester 1921. Herausgegeben von Andreas Brandt und Jörg Schroth. 2013.
- 624 René Descartes: Discours de la Méthode. Im Anhang: Brief an Picot; Adrien Baillet: Olympica. Herausgegeben von Christian Wohlers. 2011.
- 625 Alfons Reckermann: Den Anfang denken. Band I. Vom Mythos zur Rhetorik. Die Philosophie der Antike in Texten und Darstellung. 2011.
- 626 Alfons Reckermann: Den Anfang denken. Band II. Sokrates, Platon und Aristoteles. Die Philosophie der Antike in Texten und Darstellung. 2011.
- 627 Alfons Reckermann: Den Anfang denken. Band III. Vom Hellenismus zum Christentum. Die Philosophie der Antike in Texten und Darstellung. 2011.
- 628 William of Sherwood: Syncategoremata. Herausgegeben von Christoph Kann und Raina Kirchhoff. 2012.
- 629 John Stuart Mill: Autobiographie. Herausgegeben von Jean-Claude Wolf. 2014.
- 630 Bernard Bolzano: Paradoxien des Unendlichen. Herausgegeben von Christian Tapp. 2012.
- 631 Immanuel Kant: Der einzig mögliche Beweisgrund zu einer Demonstration des Daseins Gottes. Historisch-kritische Edition. Herausgegeben von Lothar Kreimendahl und Michael Oberhausen. 2015.
- 632 Henri Bergson: Zeit und Freiheit. Versuch über das dem Bewußtsein unmittelbar Gegebene. Herausgegeben von Margarethe Drewsen. 2016.
- 633 Aristoteles: Zweite Analytik. Herausgegeben von Wolfgang Detel. 2014.
- 634 Ernst Cassirer: Zur Logik der Kulturwissenschaften. Fünf Studien. Mit einem Anhang: Naturalistische und humanistische Begründung der Kulturphilosophie. 2011.
- 635 Albertus Magnus: Über Logik und Universalienlehre. Herausgegeben von Manuel Santos Noya. 2012.
- 636 Aristoteles: De motu animalium. Aristoteles. De motu animalium. Herausgegeben von Oliver Primavesi. 2017.
- 637 Vladimir Jankélévitch: Von der Lüge (Du mensonge). Herausgegeben von Steffen Dietzsch. 2016.
- 638 Georg Wilhelm Friedrich Hegel: Grundlinien der Philosophie des Rechts auf der Grundlage der Edition des Textes in den gesammelten Werken Band 14. Hrsg. von Horst D. Brandt, Meiner 2013
- 639 Henri Bergson: Schöpferische Evolution. 2014.
- 640 Johann Gottlieb Fichte: Die Anweisung zum seligen Leben oder auch die Religionslehre. Herausgegeben Hansjürgen von Verweyen. 2012.
- 641 Edmund Husserl: Die Krisis der europäischen Wissenschaften und die transzendentale Phänomenologie. Eine Einleitung in die phänomenologische Philosophie. Herausgegeben von Elisabeth Ströker. 2012.
- 642 Marsilio Ficino: Über die Liebe oder Platons Gastmahl. Herausgegeben von Paul Richard Blum. 2014.
- 643 René Descartes: Entwurf der Methode. Mit der Dioptrik, den Meteoren und der Geometrie. Herausgegeben von Christian Wohlers. 2015.
- 644 Edmund Husserl: Cartesianische Meditationen. Husserl, Edmund. Cartesianische Meditationen. Herausgegeben von Elisabeth Ströker. 2012.
- 645 Parmenides: Vom Wesen des Seienden. Die Fragmente. Herausgegeben von Alfons Reckermann. 2014.
- 646a David Hume: Ein Traktat über die menschliche Natur. Band 1. Buch I: Über den Verstand. Herausgegeben von Horst D. Brandt 2013.
- 646b David Hume: Ein Traktat über die menschliche Natur. Band 2. Buch II: Über die Affekte Buch III: Über Moral. Herausgegeben von Horst D. Brandt. 2013.
- 647 Thomas von Aquin: Über das Glück. De beatitudine (Summa Theologiae I-II, Quaestiones 1-5). Herausgegeben von Johannes Brachtendorf, Johannes. 2013.
- 648 David Hume: Eine Untersuchung über den menschlichen Verstand. Herausgegeben von Manfred Kühn. 2015. (Siehe auch Band 35).
- 649 Edmund Husserl: Zur Phänomenologie des inneren Zeitbewußtseins. Mit den Texten aus der Erstausgabe und dem Nachlaß. Herausgegeben von Rudolf Bernet. 2013.
- 650 Ernst Cassirer: Individuum und Kosmos in der Philosophie der Renaissance. Anhang: Some Remarks on the Question of the Originality of the Renaissance. 2013.
- 651 Friedrich Nietzsche: Jenseits von Gut und Böse (1886). Die Geburt der Tragödie (Neue Ausgabe 1886). Herausgegeben von Claus-Artur Scheier. 2014.
- 652 Friedrich Nietzsche: Menschliches, Allzumenschliches 1 (Neue Ausgabe 1886). Herausgegeben von Claus-Artur Scheier. 2014.
- 653 Friedrich Nietzsche: Menschliches, Allzumenschliches 2 (Neue Ausgabe 1886). Herausgegeben von Claus-Artur Scheier. 2014.
- 654 Friedrich Nietzsche: Morgenröthe (Neue Ausgabe 1887). Herausgegeben von Claus-Artur Scheier. 2014.
- 655 Friedrich Nietzsche: Die fröhliche Wissenschaft / Wir Furchtlosen (Neue Ausgabe 1887). Herausgegeben von Claus-Artur Scheier 2014.
- 656 Friedrich Nietzsche: Zur Genealogie der Moral (1887). Götzen-Dämmerung (1889). Herausgegeben von Claus-Artur Scheier. 2014.
- 657 Max Scheler: Der Formalismus in der Ethik und die materiale Wertethik. Neuer Versuch der Grundlegung eines ethischen Personalismus. Herausgegeben von Christian Bermes. 2014.
- 658 David Hume: Dialoge über natürliche Religion. Übersetzt, eingeleitet und mit Anmerkungen herausgegeben von Lothar Kreimendahl. Felix Meiner Verlag, Hamburg 2016, ISBN 978-3-7873-2457-6. (Siehe auch Band 36).
- 659 René Descartes: Der Briefwechsel mit Elisabeth von der Pfalz. Herausgegeben von Isabelle Wienand und Olivier Ribordy. 2015.
- 660a/b Pirmin Stekeler-Weithofer: Hegels Phänomenologie des Geistes. Ein dialogischer Kommentar. Band 1: Gewissheit und Vernunft. Band 2: Geist und Religion. 2014.
- 661 Alfred Cyril Ewing: Ethik. Eine Einführung. Herausgegeben von Bernd Goebel. 2014.
- 662 Henri Bergson: Philosophie der Dauer. Textauswahl von Gilles Deleuze. 2013.
- 663 René Descartes: Die Passionen der Seele. Herausgegeben von Christian Wohlers. 2014 (Übersetzung von »Les Passions de l’Ame« (1649) und des kurzen Traktats »La Déscription du Corps Humain« (1648))
- 664 Henri Bergson: Materie und Gedächtnis. Versuch über die Beziehung zwischen Körper und Geist. Herausgegeben von Margarethe Drewsen. 2015.
- 665 Thomas Hobbes: Vom Bürger. Vom Menschen. Dritter Teil der Elemente der Philosophie. Zweiter Teil der Elemente der Philosophie. Herausgegeben von Lothar Waas. 2017.
- 666 Horst D. Brandt (Hg.): Disziplinen der Philosophie. Ein Kompendium. 2014.
- 667 Avempace: Über das Ziel des menschlichen Lebens. Herausgegeben von Franz Schupp. 2015.
- 668 Johannes Duns Scotus: Über das Individuationsprinzip. Ordinatio II, distinctio 3, pars 1. Herausgegeben von Thamar Rossi Leidi. 2015.
- 669 Henry Sidgwick: Der Utilitarismus und die deutsche Philosophie. Aufsätze zur Ethik und Philosophiegeschichte. Herausgegeben von Annette Dufner und Johannes Müller-Salo, Johannes. 2017.
- 670 Bessarion: Über Natur und Kunst. Herausgegeben von Sergei Mariev, Monica Marchetto und Katharina Luchner. 2015.
- 671 Nikolay Milkov (Hg.): Die Berliner Gruppe. Texte zum Logischen Empirismus von Walter Dubislav, Kurt Grelling, Carl G. Hempel, Alexander Herzberg, Kurt Lewin, Paul Oppenheim und Hans Reichenbach. 2015.
- 672 Max Scheler: Die Stellung des Menschen im Kosmos. Herausgegeben von Wolfhart Henckmann. 2017.
- 673 Max Scheler: Wesen und Formen der Sympathie. Herausgegeben von Annika Hand und Christian Bermes. 2017.
- 674 Diogenes Laertius: Leben und Meinungen berühmter Philosophen. Herausgegeben von Klaus Reich und Hans Günter Zekl. 2015.
- 675 Ernst Kapp: Grundlinien einer Philosophie der Technik. Zur Entstehungsgeschichte der Kultur aus neuen Gesichtspunkten. Herausgegeben von Harun Maye und Leander Scholz. 2015.
- 676 Friedrich August Wolf: Prolegomena zu Homer. Herausgegeben von Roland Reuß. 2017.
- 677 Johann Nikolaus Tetens: Metaphysik. Herausgegeben von Michael Sellhoff. 2015.
- 678 Galileo Galilei: Discorsi. Unterredungen und mathematische Beweisführung zu zwei neuen Wissensgebieten. Herausgegeben von Ed Dellian. 2015.
- 679 Dante Alighieri: Philosophische Werke in einem Band. Herausgegeben von Ruedi Imbach. 2015.
- 680 Thomas Hobbes: Behemoth oder Das Lange Parlament. Herausgegeben von Peter Schröder. 2015.
- 681 Aristoteles: Über die Seele. De anima. Herausgegeben von Klaus Corcilius. 2017.
- 682 René Descartes: Die Welt. Abhandlung über das Licht. Der Mensch. Herausgegeben von Christian Wohlers. 2015.
- 683 Roger Bacon: Kompendium für das Studium der Philosophie. Herausgegeben von Nikolaus Egel. 2015.
- 684 William James: Pragmatismus. James, William. Pragmatismus. Ein neuer Name für einige alte Denkweisen. Herausgegeben von Klaus Schubert und Axel Spree. 2016.
- 685 Susanne K. Langer: Fühlen und Form. Eine Theorie der Kunst. Herausgegeben von Christian Grüny. 2017.
- 686 Platon: Timaios. Herausgegeben von Manfred Kuhn. 2017.
- 687 Friedrich Wilhelm Joseph Schelling: Stuttgarter Privatvorlesungen. Herausgegeben von Vicki Müller-Lüneschloß. 2016.
- 688 Hannah Arendt: Der Liebesbegriff bei Augustin. Versuch einer philosophischen Interpretation. Herausgegeben von Frauke A. Kurbacher 2017.
- 689 Thomas Hobbes: Grundlagen des Natur- und Staatsrechts. Herausgegeben von Holger Glinka. 2017.
- 690/691/692 Pirmin Stekeler-Weithofer: Hegels Wissenschaft der Logik. Ein dialogischer Kommentar. Band 1: Die objektive Logik. Die Lehre vom Sein. Band 2: Die objektive Logik. Die Lehre vom Wesen. Band 3: Die subjektive Logik. Die Lehre vom Begriff. 2020.
- 693 Gottfried Wilhelm Leibniz: Briefe über China (1694–1716). Die Korrespondenz mit Barthélemy Des Bosses S.J. und anderen Mitgliedern des Ordens. Herausgegeben von Malte-Ludolf Babin und Rita Widmaier. 2017.
- 694 Hubertus Busche, Matthias Perkams (Hg.): Antike Interpretationen der aristotelischen Geistlehre. Texte von Theophrast, Alexander von Aphrodisias, Themistios, Johannes Philoponos, Priskian, Pseudo-Simplikios und Pseudo-Philoponos. 2017.
- 695 Luis de Molina: Göttlicher Plan und menschliche Freiheit. Concordia, Disputatio 52. Herausgegeben von Christoph Jäger und Gerhard Leibold. 2017.
- 696 Friedrich Daniel Ernst Schleiermacher: Ästhetik. Über den Begriff der Kunst. Herausgegeben von Holden Kelm. 2017.
- 697 Roger Bacon: Opus maius. Brief an Papst Clemens IV. Opus maius: Teile I, II und VI. Brief über die geheimen Werke der Natur und der Kunst. Herausgegeben von Nikolaus Egel. 2017.
- 698 Karl Wilhelm Ferdinand Solger: Vorlesungen über Ästhetik. Herausgegeben von Giovanna Pinna. 2017.
- 699 Baruch de Spinoza: Briefwechsel. Herausgegeben von Wolfgang Bartuschat. 2017.

### Band 700 bis 778
- 700 Georg Wilhelm Friedrich Hegel: Grundlinien der Philosophie des Rechts. Herausgegeben von Klaus Grotsch. 2017.
- 701 Arthur Schopenhauer: Vorlesung über die gesamte Philosophie. Band 1: Theorie des Vorstellens, Denkens und Erkennens. Herausgegeben von Daniel Schubbe. 2019.
- 702 Arthur Schopenhauer: Vorlesung über die gesamte Philosophie. Band 2: Metaphysik der Natur. Herausgegeben von Daniel Schubbe. 2018.
- 703 Arthur Schopenhauer: Vorlesung über die gesamte Philosophie. Band 3: Metaphysik des Schönen. Herausgegeben von Daniel Schubbe. 2018.
- 704 Arthur Schopenhauer: Vorlesung über die gesamte Philosophie. Band 4: Metaphysik der Sitten. Herausgegeben von Daniel Schubbe, 2017
- 705a–c Rudolph Hermann Lotze: Mikrokosmos. Ideen zur Naturgeschichte und Geschichte der Menschheit. Versuch einer Anthropologie. Herausgegeben von Nikolay Milkov, 2017
- 706 Niccolò Machiavelli: Der Fürst. Herausgeber Enno Rudolph, 2019
- 707 Johann Georg Hamann: Fliegender Brief. Historisch-kritische Ausgabe. 2 Bände. Hrsg. Janina Reibold 2018
- 708 Giovanni Pico della Mirandola: Neunhundert Thesen. Herausgegeben von Nikolaus Egel, 2017
- 709 Alexander Gottlieb Baumgarten: Anfangsgründe der praktischen Metaphysik. Vorlesung. Herausgegeben von Alexander Aichele, 2017
- 710 Christian Wolff: Über die Unterschiede zwischen dem systematischen und dem nicht-systematischen Verstand. Herausgeber Michael Albrecht, 2019
- 711 Marcus Herz: Versuch über den Schwindel. Herausgeber Bettina Stangneth, 2019
- 712 Gottfried Wilhelm Leibniz: Schriften zur Syllogistik. Herausgeber Wolfgang Lenzen, 2019
- 713 Friedrich Wilhelm Joseph Schelling: Aphorismen über die Naturphilosophie. Herausgeber Fabian Mauch, 2018
- 714 Juan Luis Vives: Gegen die Pseudodialektiker. Herausgeber Nikolaus Egel, 2018
- 715 René Descartes: Briefwechsel mit Marin Mersenne, Herausgeber Christian Wohlers, 2019
- 716 Gilles Ménage: Geschichte der Philosophinnen, Herausgeber Christian Kaiser, 2019
- 717 Arthur Schopenhauer: Die Welt als Wille und Vorstellung. Kritische Jubiläumsausgabe der ersten Auflage von 1819 mit den Zusätzen von Arthur Schopenhauer aus seinem Handexemplar. Herausgeber Matthias Koßler, William Massei Junior, 2019
- 718 Roger Bacon: Opus Tertium, Herausgeber Nikolaus Egel, 2019
- 719 Friedrich Heinrich Jacobi: David Hume über den Glauben oder Idealismus und Realismus. Ein Gespräch (1787), Jacobi an Fichte (1799). Herausgeber Oliver Koch, 2019
- 720 Platon: Phaidros, Herausgeber Thomas Paulsen, Rudolf Rehn, 2019
- 721: Aristoteles: Porphyrios: Einführung in die Kategorien des Aristoteles. Kategorien; Hermeneutik oder vom sprachlichen Ausdruck. Erste Analytik. (= Philosophische Schriften, Band 1). Übersetzt von Hans Günter Zekl. Zweite Analytik. (= Philosophische Schriften, Band 1). Übersetzt von Wolfgang Detel. Felix Meiner Verlag, Hamburg 2023, ISBN 978-3-7873-3596-1.
- 722: Aristoteles: Philosophische Schriften: Band 2: Topik; Sophistische Widerlegungen (übersetzt von Hans Günter Zekl)
- 723: Aristoteles: Philosophische Schriften: Band 3: Nikomachische Ethik (übersetzt von Eugen Rolfes)
- 724: Aristoteles: Philosophische Schriften: Band 4: Politik (übersetzt von Eckart Schütrumpf).
- 725: Aristoteles: Philosophische Schriften: Band 5: Metaphysik (übersetzt von Horst Seidl)
- 726: Aristoteles: Philosophische Schriften: Band 6: Physik (übersetzt von Hans Günter Zekl); Über die Seele (übersetzt von Klaus Corcilius)
- 727 Christian Wolff: Philosophische Untersuchungen über die Sprache. Herausgeber Rainer Specht, 2019
- 728 Gustav Seeck: Einführender Kommentar zu Aristoteles’ Politik, 2019
- 729 Robert Filmer: Patriarcha. Herausgeber Peter Schröder, 2019
- 730 William David Ross: Das Richtige und das Gute, Herausgeber Bernd Goebel und Philipp Schwind. 2019
- 731 Willard van Orman Quine: Unterwegs zur Wahrheit. Konzise Einleitung in die theoretische Philosophie. Herausgeber Michael Gebauer 2019
- 732 Bernard Bolzano: Vom besten Staat. Herausgeber Kurt F. Strasser, 2019
- 733 Moritz Schlick: Texte zu Einsteins Relativitätstheorie, Hrsg. Fynn Ole Engler, 2019
- 734 Gustav Seeck: Platons Gorgias, Einführende Übersetzung und Kommentar, 2020
- 735 Charles Mayo Ellis: Ein Essay über den Transzendentalismus, Hrsg. Fabian Mauch, 2020
- 736 John Locke: Gedanken über Erziehung, Hrsg. Dirk Schuck, 2020
- 737 Aristoteles: Physik, Teilband 1, Bücher I bis IV, Hrsg. Gottfried Heinemann, 2021
- 738 Aristoteles: Physik, Teilband 2, Bücher V bis VIII, Hrsg. Gottfried Heinemann, 2024
- 739 Georg Simmel: Essays zur Kulturphilosophie, Hrsg. Geralt Hartung, 2020
- 740 Pirmin Stekeler-Weithofer: Hegels Grundlinien der Philosophie des Rechts. Ein dialogischer Kommentar, 2021
- 741 Meister Eckhart: Die Reden zur Orientierung im Denken. Die Rede der Unterscheidungen, Hrsg. Norbert Fischer, 2020
- 742 Moritz Schlick: Texte zur Quantentheorie, Hrsg. Fynn Ole Engler, 2020
- 743
- 744 Wilhelm Windelband: Präludien, Aufsätze und Reden zur Philosophie und ihrer Geschichte, Herausgegeben von Jörn Bohr und Sebastian Luft
- 745 Georg Wilhelm Friedrich Hegel: Frühe Schriften. Frankfurter Manuskripte und Druckschriften, Hrsg. Walter Jaeschke, 2020
- 746 Petrus Iohannis Olivi: Traktat über Verträge, Herausgegeben von Giuseppe Franco 2021
- 747 Immanuel Kant: Träume eines Geistersehers, erläutert durch Träume der Metaphysik, Hrsg. Lothar Kreimendahl und Michael Oberhausen, 2022
- 748 Johann Georg Hamann: Sokratische Denkwürdigkeiten. Wolken, Hrsg. Leonard Keidel und Janina Reibold, 2021
- 749 Georg Wilhelm Friedrich Hegel: Dissertatio philosophica de orbitis planetarum, Hrsg. Martin Walter, 2022
- 750 Ernst Cassirer: Lectures on Ancient Philosophy, Hrsg. Giacomo Borbone, 2022
- 751 Aristoxenos: Elemente der Rhythmik, Hrsg. Wolfgang Detel, 2021
- 752 Thomas Hobbes: Dialog zwischen einem Philosophen und einem Juristen über das englische Common Law, Hrsg. Peter Schröder, 2021
- 753 Stephan Schütze: Versuch einer Theorie des Komischen, Herausgegeben von Alexander Kling und Johannes F. Lehmann
- 754 Albert Einstein – Moritz Schlick: Briefwechsel, 2022
- 755 Arthur, Schopenhauer: Über die vierfache Wurzel des Satzes vom zureichenden Grunde Eine philosophische Abhandlung 1. Auflage 1813, Herausgegeben von Matteo Vincenzo d'Alfonso
- 756 Karl Christian Friedrich Krause: Das Urbild der Menschheit. Ein Versuch, 2022
- 757 Joseph Hillebrand: Naturrecht und allgemeine Politik. Vorlesung im Sommersemester 1834, 2022
- 758 René Descartes: Kleine Schriften 1618–1649, 2023
- 759 Giambattista Vico: Die Erste Neue Wissenschaft (1725)
- 760 Johann Gottfried Herder: Metakritik zur Kritik der reinen Vernunft, Hrsg. Martin Bojda und Holger Gutschmidt, 2022
- 761 Luigi Pareyson: Wahrheit und Interpretation, Herausgegeben von Gianluca De Candia
- 762 Pirmin Stekeler-Weithofer: Hegels Realphilosophie, Ein dialogischer Kommentar zur Idee der Natur und des Geistes in der »Enzyklopädie der philosophischen Wissenschaften«
- 763 Karl Christian Friedrich Krause: Das System der Rechtsphilosophie. Entwurf eines europäischen Staatenbundes, 2023
- 764 Thomas Hobbes: Über Freiheit und Notwendigkeit. Die Auseinandersetzung mit Bischof Bramhall, Hrsg. Alfred J. Noll, 2023
- 765 Rudolf Eucken: Geschichte der philosophischen Terminologie, Hrsg. Gisela Schlüter, 2023
- 766 Alois Riehl: Der philosophische Kritizismus und seine Bedeutung für die positive Wissenschaft. Band 1: Geschichte und Methode des philosophischen Kritizismus. 2023.[17]
- 767
- 768
- 769 Dietrich von Freiberg: Über die beseligende Schau. 2024.[18]
- 770 Klaus Steigleder: Kants »Grundlegung zur Metaphysik der Sitten«. Ein einführender Kommentar. 2023.[19]

- 771
- 772
- 773
- 774
- 775 Ernst Cassirer: Zur Metaphysik der symbolischen Formen. 2024.[20]
- 776
- 777
- 778 Rudolf Carnap | Otto Neurath: Briefwechsel, Deutsch und Englisch, Herausgegeben von Damböck, Christian und Friedl, Johannes und Höfer, Ulf. 2024

Ohne Bandangabe:
- Seneca: Philosophische Schriften, 4 Bände, Herausgeber Otto Apelt, zuerst 1923/24: Band 1, 2 Dialoge, Band 3,4 Briefe an Lucilius

Sonderausgaben
- Hayy ibn Yaqzan, Ibn Tufail, Abu Bakr: Der Philosoph als Autodidakt. Hayy ibn Yaqzan. Ein philosophischer Insel-Roman. Herausgegeben von Patrick O. Schaerer. 2009.
- Julien Offray de La Mettrie: Die Maschine Mensch. Herausgegeben von Claudia Becker. 2009.
- Giambattista Vico: Prinzipien einer neuen Wissenschaft über die gemeinsame Natur der Völker, Bde. 1 und 2. Herausgegeben von Vittorio Hösle und Christoph Jermann. 2009.
- Nikolaus von Kues: Philosophisch-theologische Werke in 4 Bänden.
- Thomas von Aquin: Über den Lehrer. De magistro. Herausgegeben von Gabriel Jüssen, Gerhard Krieger und Hans Josef Schneider. 2006.